# Rastatt

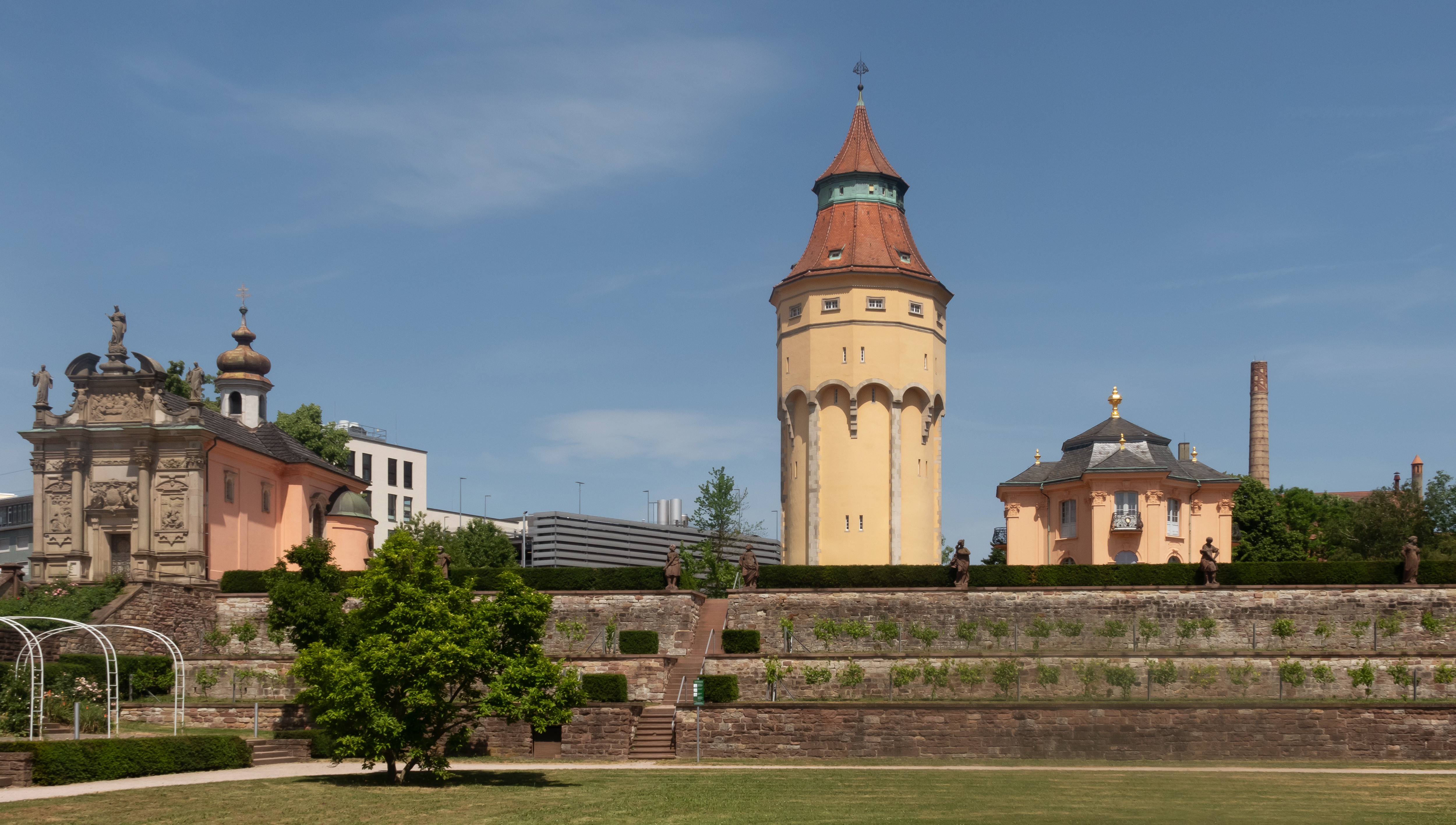
Rastatt: Kapelle, Wasserturm und Pagodenburg

Rastatt [ˈʁaʃtat] ist eine Mittelstadt in Baden-Württemberg, etwa 22 Kilometer südwestlich von Karlsruhe und etwa zwölf Kilometer nördlich von Baden-Baden. Sie ist die Kreisstadt und größte Stadt des Landkreises Rastatt und bildet ein Mittelzentrum für die umliegenden Gemeinden. Seit dem 1. April 1956 ist Rastatt eine Große Kreisstadt.
Rastatt wurde im 18. Jahrhundert zur barocken Residenzstadt der Markgrafschaft Baden-Baden ausgebaut, war im 19. Jahrhundert eine Bundesfestung und bis ins ausgehende 20. Jahrhundert Garnisonsstadt. Seit 1992 ist Rastatt Standort eines PKW-Werks von Mercedes-Benz.

## Geografie

### Lage und Topografie

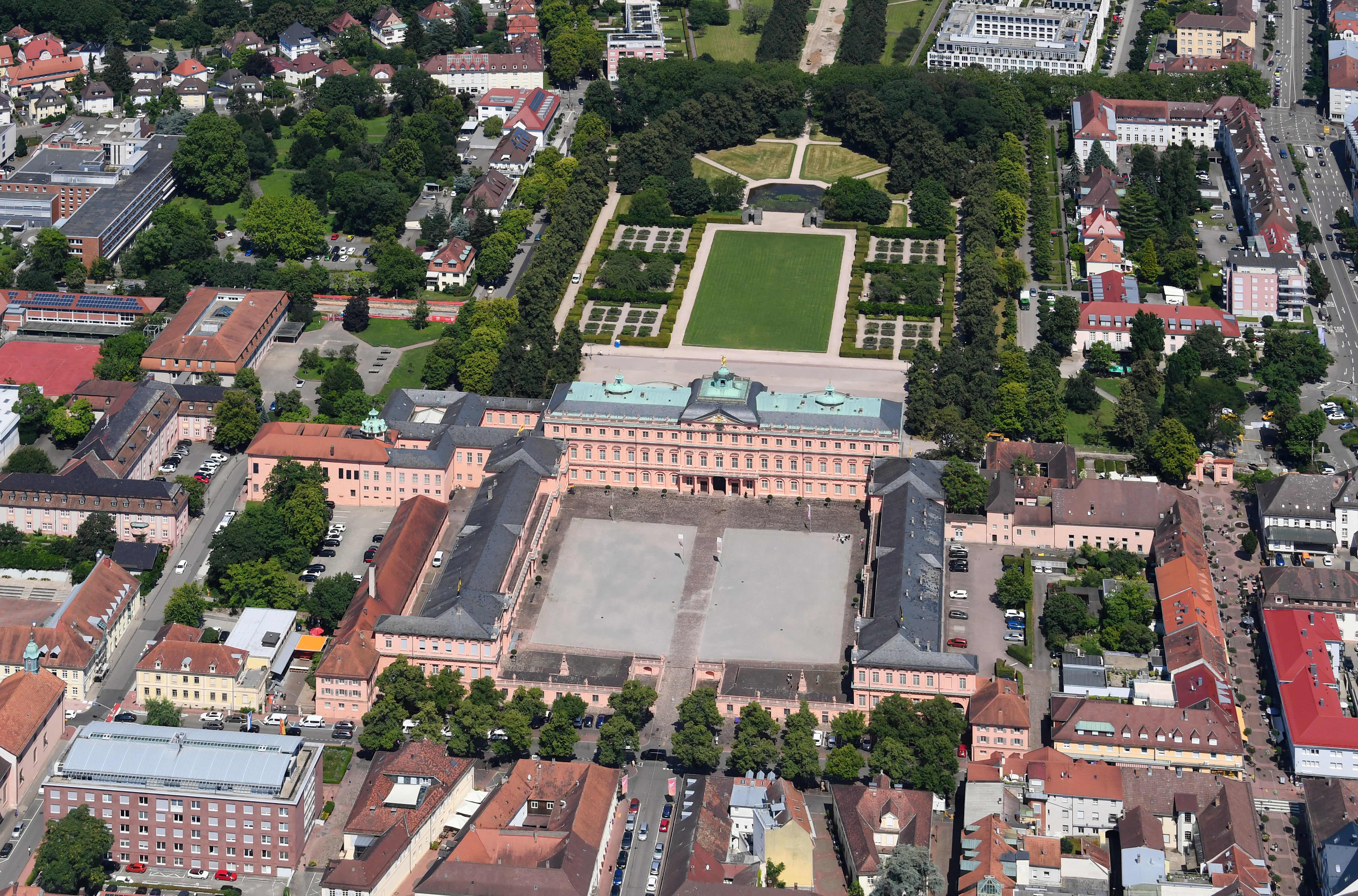
Luftbild des Rastatter Stadtzentrums mit dem Schloss

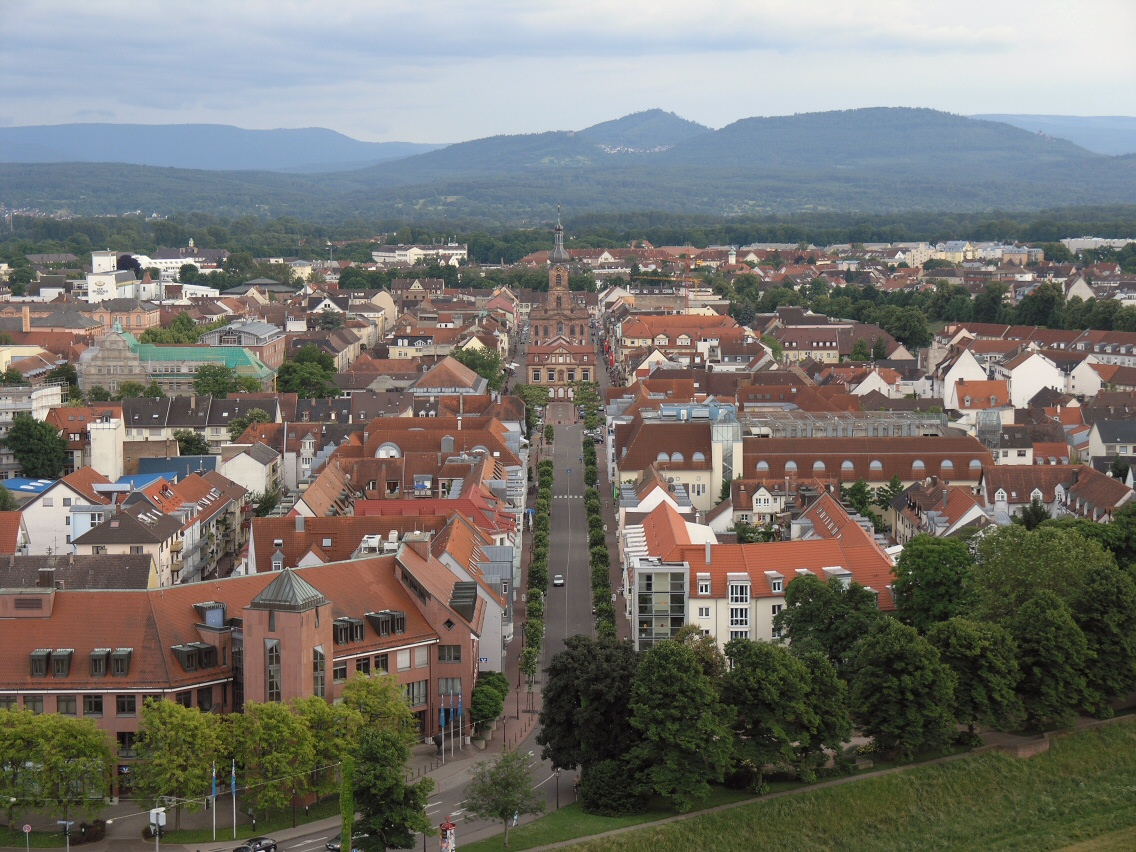
Das Stadtzentrum, im Hintergrund der Schwarzwald

Rastatt liegt in der 30 Kilometer breiten Oberrheinischen Tiefebene, die im Osten vom Schwarzwald und im Westen von den französischen Vogesen begrenzt wird. Der höchste Punkt im Stadtgebiet liegt bei 130,0 m, der tiefste Punkt 110,5 m ü. NN. Im Westen bildet der Rhein die Stadtgrenze sowie die Grenze zu Frankreich (Elsass, Region Grand Est). Die Murg fließt von Südosten nach Nordwesten durch das Stadtgebiet und mündet an dessen nördlichstem Punkt in den Rhein. Die dortige Rheinniederung reicht besonders nah an den Schwarzwald heran. Daher treffen die beiden an den Rändern der besiedelten Niederterrasse verlaufenden historischen Fernstraßen (heute B 3 und B 36) in Rastatt aufeinander.

### Nachbargemeinden
Folgende Städte und Gemeinden grenzen an die Stadt Rastatt. Sie werden im Uhrzeigersinn, beginnend im Norden, genannt:

Steinmauern, Ötigheim, Muggensturm, Bischweier und Kuppenheim (alle Landkreis Rastatt), Baden-Baden (Stadtkreis), Iffezheim (Landkreis Rastatt) sowie jenseits des Rheins, im elsässischen Département Bas-Rhin, die Gemeinden Munchhausen, Beinheim und Seltz.

### Stadtgliederung
Das Stadtgebiet Rastatts besteht aus der Kernstadt und den Ortsteilen Niederbühl, Ottersdorf, Plittersdorf, Rauental und Wintersdorf, die erst im Rahmen der Gemeindereform der 1970er Jahre eingemeindet wurden. Die westlichen, rheinnahen Stadtteile Ottersdorf, Plittersdorf und Wintersdorf bilden das sogenannte Ried. Die Stadtteile sind zugleich Ortschaften im Sinne der Gemeindeordnung für Baden-Württemberg. In jeder Ortschaft gibt es einen von der Bevölkerung bei jeder Kommunalwahl zu wählenden Ortschaftsrat mit einem Ortsvorsteher. Die Ortschaftsräte sind zu wichtigen, die Ortschaft betreffenden Angelegenheiten zu hören. Die Stadtteile und die Kernstadt bilden zugleich Wohnbezirke im Sinne der baden-württembergischen Gemeindeordnung.
Zum Stadtteil Niederbühl gehören die Dörfer Niederbühl und Förch, Schloss Favorite, das Gehöft Murgerstal und die Häuser An der Rauentaler Straße und Kolonie Grenzstraße. Zu den Stadtteilen Ottersdorf, Rauental und Wintersdorf gehören jeweils nur die gleichnamigen Dörfer. Zum Stadtteil Plittersdorf gehören das Dorf Plittersdorf, die Häuser Rheinwärterhaus und Im Binsenfeld. Zur Kernstadt Rastatt gehören die Stadt Rastatt, der Ort Rheinau, das Gehöft Versuchs- und Lehrgut und das Haus Fohlenweide.

Im Stadtteil Niederbühl liegen der abgegangene Hof Krienbach, im Stadtteil Ottersdorf die Wüstung Muffenheim, in der Kernstadt Rastatt die Wüstungen Bodemshusen und Breitenholz und im Stadtteil Wintersdorf die Wüstung Dunhausen.
Die Kernstadt wird weiter unterteilt in die Stadtviertel Mitte, Zay, Nord (mit Röttererberg und Biblis), Industrie, Süd („Siedlung“), Münchfeld, West und Rheinau.

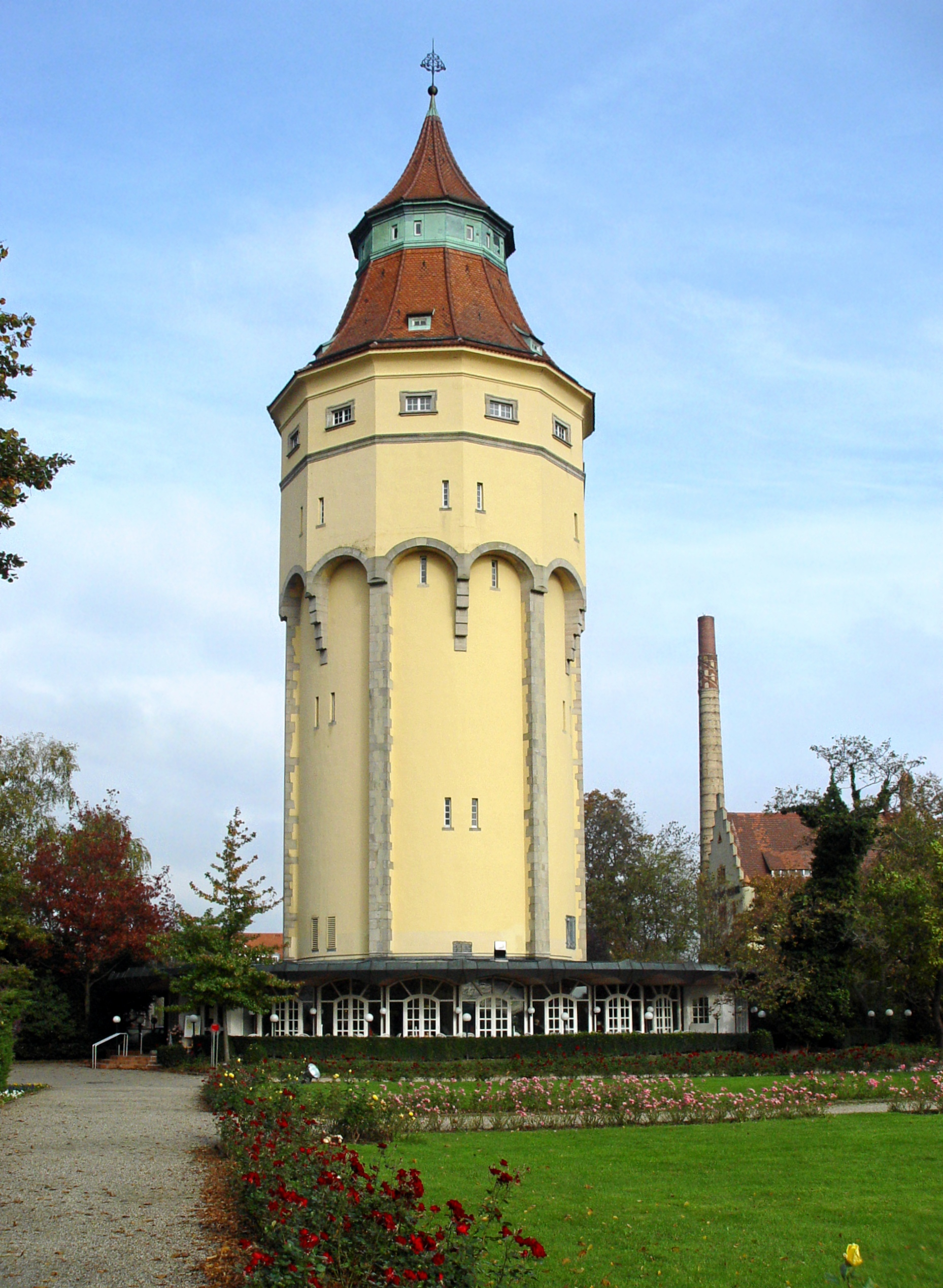
Der Wasserturm gilt als eines der Wahrzeichen von Rastatt

### Raumplanung
Rastatt bildet ein Mittelzentrum innerhalb des Verbands Region Karlsruhe, in der die Stadt Karlsruhe als Oberzentrum ausgewiesen ist. Zum Mittelbereich Rastatt gehören neben der Stadt Rastatt noch die Städte und Gemeinden Au am Rhein, Bietigheim, Bischweier, Durmersheim, Elchesheim-Illingen, Iffezheim, Kuppenheim, Muggensturm, Ötigheim und Steinmauern des Landkreises Rastatt. Darüber hinaus gibt es Verflechtungen mit dem Nord-Elsass, unter anderem auf touristischer, kultureller und raumplanerischer Ebene über die „Pamina“-Organisation (Regio Pamina).
Mit den Gemeinden Iffezheim, Muggensturm, Ötigheim und Steinmauern ist die Stadt Rastatt eine Vereinbarte Verwaltungsgemeinschaft eingegangen.

## Geschichte

### Bis zum 18. Jahrhundert
Rastatt wurde um 1084 als Rasteten in einer Handschrift des Klosters Hirsau erstmals urkundlich erwähnt. Am 16. Oktober 1404 wurde der Ort von König Ruprecht zum Marktflecken erhoben. Ab 1500 lag die Stadt als Teil Badens im Schwäbischen Reichskreis.
Am 24. August 1689 wurde Rastatt im Pfälzischen Erbfolgekrieg von französischen Truppen niedergebrannt und dadurch fast vollständig vernichtet. Mit dem Wiederaufbau der Siedlung entstand ab 1697 ein Jagdschloss des Markgrafen Ludwig Wilhelm, der 1699 den Umbau des Jagdschlosses in eine Residenz, das Schloss Rastatt, anordnete. Um 1700 erhielt Rastatt dann die Stadtrechte.

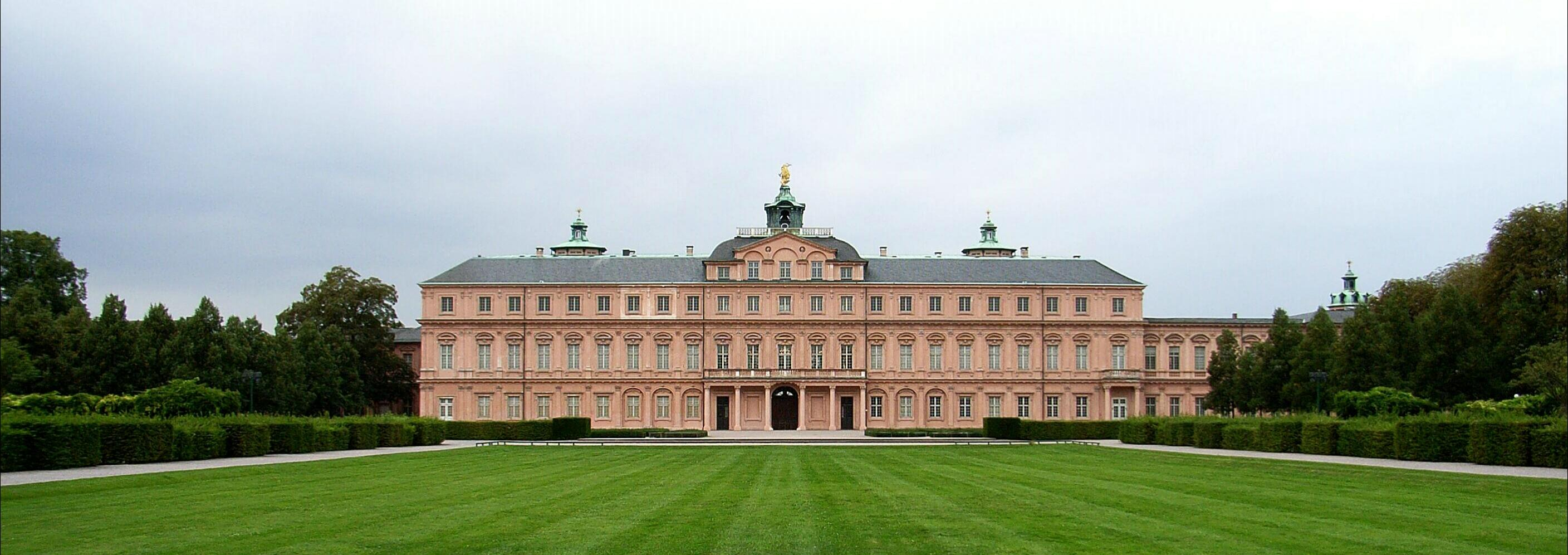
Die Gartenfassade von Schloss Rastatt

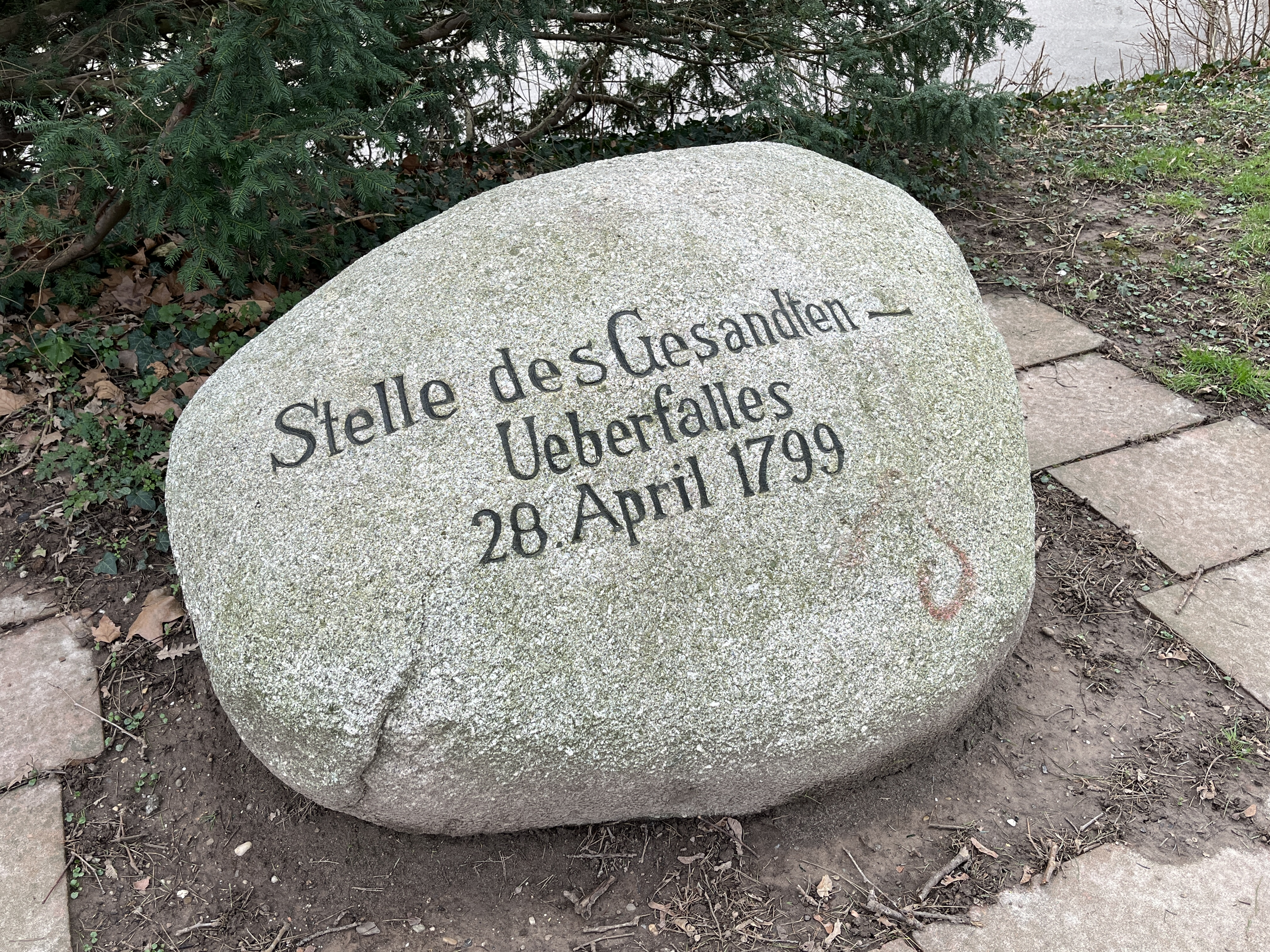
Gedenkstein an den Rastatter Gesandtenmord

Im Spanischen Erbfolgekrieg ließ Marschall Villars 1707 die Residenzstadt besetzen und ihre Festungswerke schleifen. Im Rastatter Frieden wurde 1714 der Spanische Erbfolgekrieg beendet. Aus Dank für den Frieden ließ die Markgräfin Franziska Sibylla Augusta 1715 von ihrem Hofbaumeister Johann Michael Ludwig Rohrer einen Nachbau der Einsiedelner Kapelle von Einsiedeln in Rastatt errichten.
Die Schlossanlage Rastatt wurde weiter ausgebaut und blieb bis 1771 Residenzschloss der Markgrafschaft Baden-Baden. Dann fiel das Territorium durch Erbschaft an die Markgrafschaft Baden-Durlach. Rastatt war nun also keine Residenzstadt mehr, doch blieb es lange Zeit noch eine badische Garnisonsstadt. Frühe Industrialisierungsversuche scheiterten. Beinahe wäre Rastatt 1776 Universitätsstadt geworden, doch aus Geldmangel wurden die Pläne für eine Rastatter Universität verworfen.
1797 bis 1799 tagte in Rastatt der Rastatter Kongress, der die Ausführung der Beschlüsse des Friedens von Campo Formio bringen sollte. Es ging dabei um die Beilegung des Konflikts zwischen der französischen Republik, vertreten durch Napoléon Bonaparte, und dem römisch-deutschen Kaiser Franz II. in seiner Eigenschaft als Landesherr der habsburgischen Erblande. Während des Rastatter Kongresses gab es insgesamt 97 Tagungen zwischen Frankreich und Preußen unter Beteiligung von Österreich. Der Rastatter Gesandtenmord in den Nachtstunden des 29. April 1799 beendete die Friedensbemühungen zwischen Frankreich und Österreich.

### 19. Jahrhundert
Rastatt war auch nach dem Übergang an Baden-Durlach Sitz eines Amtes bzw. Oberamtes/Bezirksamtes, das zum Murgkreis gehörte, dessen Sitz sich ebenfalls in Rastatt befand. Ab 1832 gehörte das Bezirksamt Rastatt zum Mittelrheinkreis, dessen Sitz sich bis 1847 ebenfalls in Rastatt befand.
Am 11. Mai 1849 leitete der Aufstand in der Bundesfestung Rastatt den dritten Aufstand der Badischen Revolution ein, der am 23. Juli 1849 mit der Kapitulation der Revolutionäre in der Festung endete.
1863 kam das Bezirksamt Rastatt zum Kreis Baden-Baden, der erst 1939 aufgelöst wurde. Seither ist Rastatt Sitz des damals gegründeten gleichnamigen Landkreises, der bei der Kreisreform zum 1. Januar 1973 seine heutige Ausdehnung erreichte.

### 20. Jahrhundert
Seit langem waren jüdische Familien in der Stadt ansässig, die sich am Leopoldring 2 die zweite Synagoge errichteten. Dieses Gotteshaus der jüdischen Gemeinde wurde beim Novemberpogrom 1938 von SA-Männern geschändet und niedergebrannt. Am erhalten gebliebenen Rabbinatsgebäude nebenan erinnert eine Gedenktafel an dieses Geschehen. Seit 1972 wird mit einem Gedenkstein auf dem jüdischen Friedhof an der Karlsruher Straße/Ecke Gerwigstraße der mindestens 52 in der Shoa ermordeten jüdischen Frauen, Kinder und Männer gedacht.
Im heutigen Stadtteil Niederbühl befand sich von 1942 bis Herbst 1943 und erneut von Frühjahr 1944 bis April 1945 ein Arbeitserziehungslager der Geheimen Staatspolizei. Diese Art von Lager dienten in erster Linie der Disziplinierung und Umerziehung von Andersdenkenden, politischen Gegnern, Langzeit-Arbeitslosen und ausländischen Zwangsarbeitern.
Im November 1944 beging im heutigen Rastatter Stadtteil Plittersdorf ein Kommando der Gestapo ein Massaker an Mitgliedern der französischen Widerstandsgruppe Réseau Alliance. Der damalige SS-Sturmbannführer und Gestapo-Chef von Straßburg Helmut Schlierbach gab den Befehl, alle in der Region inhaftierten Mitglieder der Réseau Alliance hinzurichten. Die planmäßige Ausführung dieses Mordbefehls wurde später als „Schwarzwälder Blutwoche“ bezeichnet. Zu den Haupttätern gehörten unter anderem Julius Gehrum und Karl Buck, die allein in Plittersdorf gemeinsam mit mindestens zwei weiteren Tätern zwölf Männer erschossen. Bei den Opfern handelte es sich um René Trébouté, Robert Frumin, Jean Sabatier, Jean Ethevenard, Charles Fredin, Maurice Rivet, André Chanson, Daniel Bourgey, André Rérolle, Léon Mury, Étienne Pelletier und Jean Perrache.
Bei einem alliierten Luftangriff am 7. Januar 1945 auf den Rastatter Bahnhof und seine Umgebung wurden gut 250 Tonnen Bomben abgeworfen.  Da die Sprengsätze aus großer Höhe über den Wolken abgeworfen wurden, fielen rund zwei Drittel der Bomben auf freies Gelände am Röttererberg. Dennoch kam es zu erheblichen Schäden am Bahnhof und in der Bahnhof-, Post- und Bismarckstraße, die fast völlig zerstört wurden. Es wird geschätzt, dass durch Kriegsschäden rund 30 Prozent der Bausubstanz Rastatts beschädigt wurden.
Insgesamt wurde Rastatt im Zweiten Weltkrieg zu 9,1 % zerstört. Mindestens 51 Zivilisten kamen durch Luftangriffe und Geschützbeschuss ums Leben.

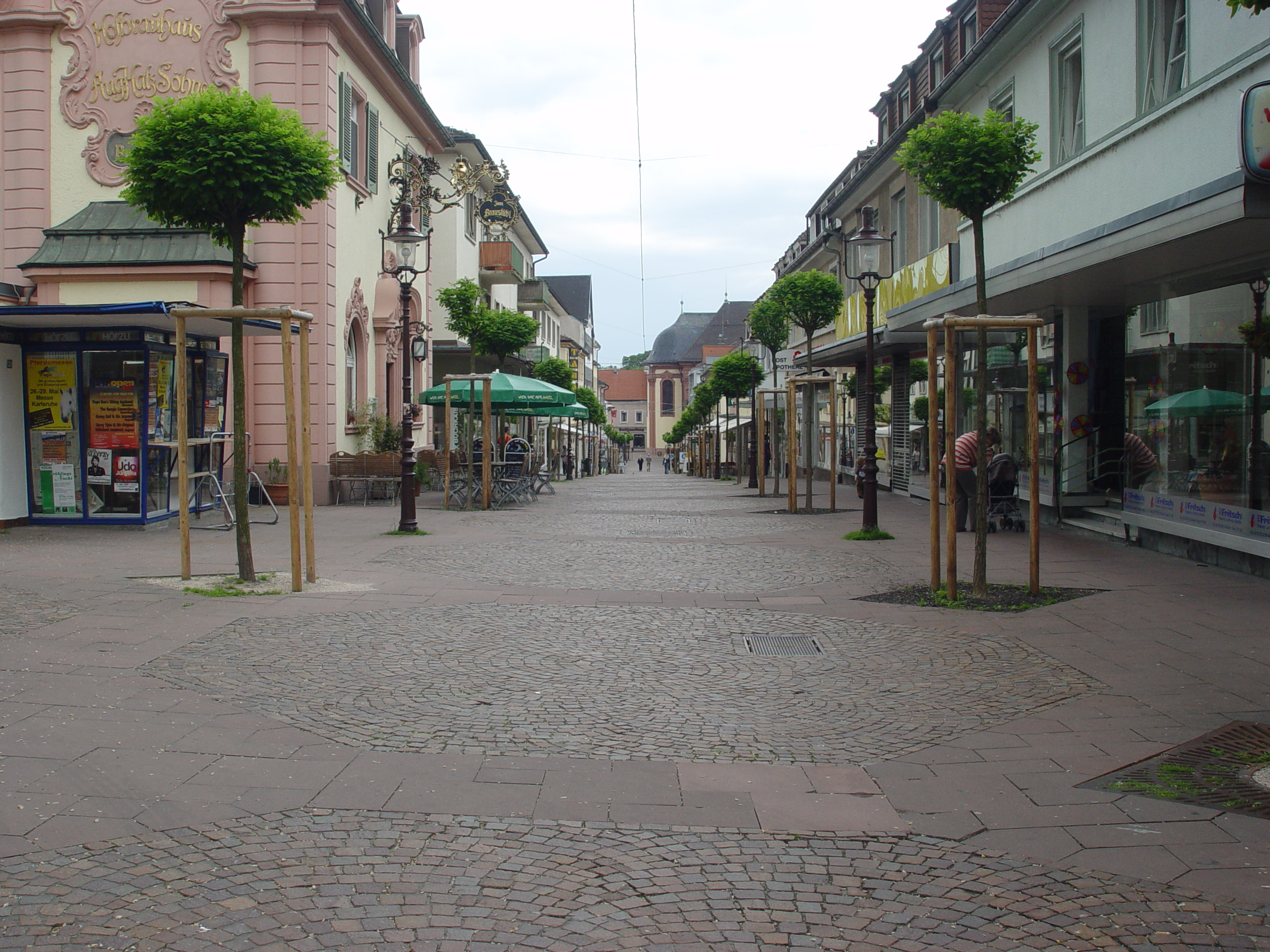
Poststraße in Rastatt

Zwischen 1946 und 1954 fanden vor dem Tribunal Général der französischen Militärverwaltung auf der Grundlage des Kontrollratsgesetzes Nr. 10 etwa zwanzig große Strafverfahren (die sog. Rastatter Prozesse) wegen Verbrechen an Fremdarbeitern und Gefangenen in kleineren Lagern des nationalsozialistischen Lagersystems in Südwestdeutschland statt, mit zusammen mehr als 2000 Angeklagten.
In der Nachkriegszeit bestand mit dem Durchgangslager Rastatt ein großes Lager für Flüchtlinge aus dem sowjetischen Herrschaftsbereich und Displaced Persons, vorwiegend aus Osteuropa, das als Provisorium geplant war, aber bis 1957 bestand.
Die Einwohnerzahl der Stadt Rastatt überschritt 1953 die 20.000-Grenze. Als Folge wurde Rastatt bereits mit Inkrafttreten der baden-württembergischen Gemeindeordnung am 1. April 1956 zur Großen Kreisstadt erklärt.

### Eingemeindungen
Folgende Gemeinden wurden nach Rastatt eingegliedert:
- 1. Dezember 1971: Ottersdorf[20]

- 1. April 1972: Plittersdorf[20]

- 1. Mai 1972: Niederbühl[20]

- 1. Mai 1972: Rauental[20]

- 31. März 1974: Wintersdorf[21]

### Einwohnerentwicklung

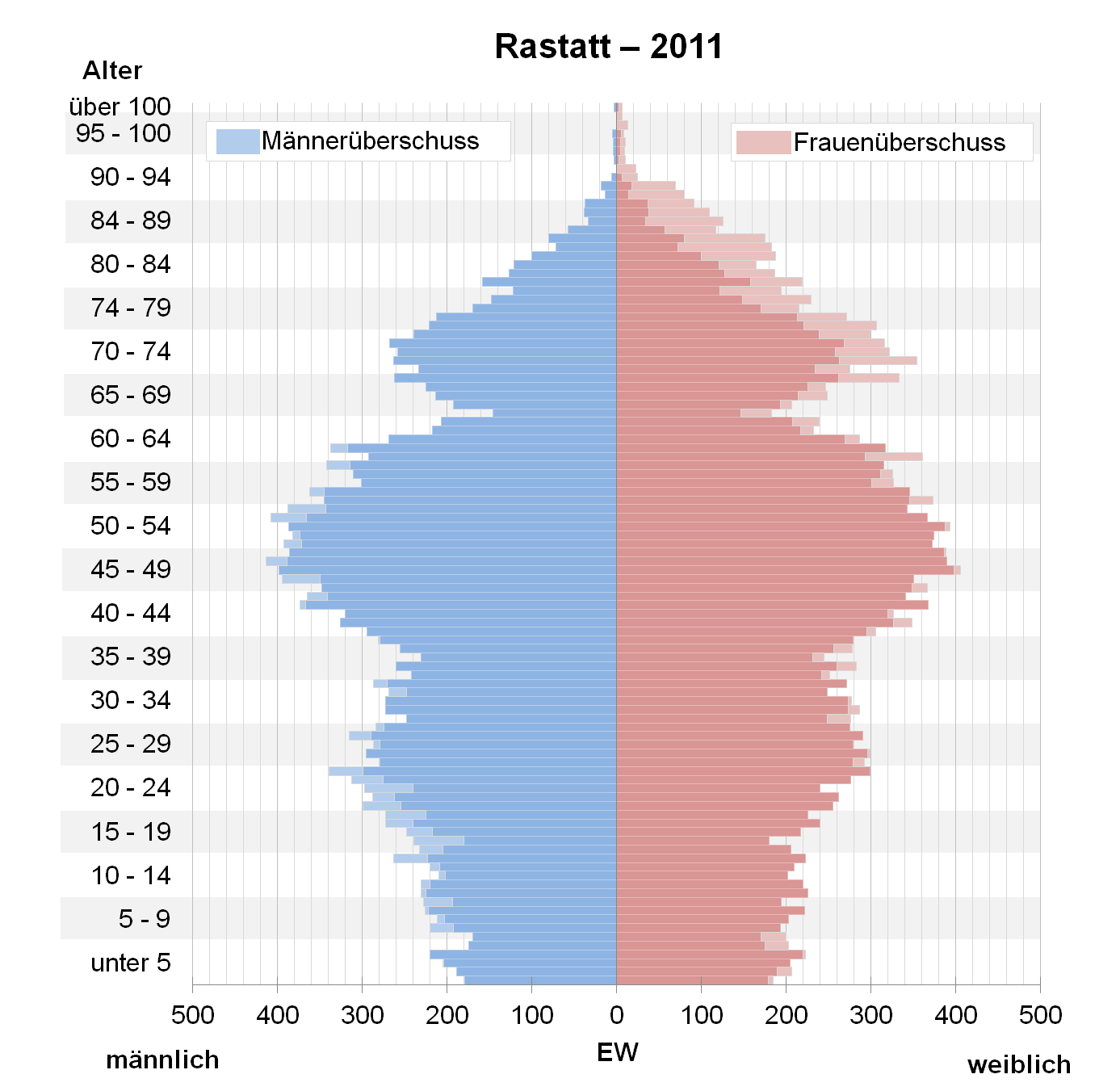
Bevölkerungspyramide für die Stadt Rastatt (Datenquelle: Zensus 2011)

Einwohnerzahlen nach dem jeweiligen Gebietsstand. Die Zahlen sind Schätzungen, Volkszählungsergebnisse ( a) oder amtliche Fortschreibungen der jeweiligen Statistischen Ämter (nur Hauptwohnsitze).
| Jahr               | Einwohnerzahl |
| ------------------ | ------------- |
| 1650               | 1.700         |
| 1800               | 3.040         |
| 1834               | 5.634         |
| 1852               | 7.424         |
| 1. Dezember 1871   | 11.560        |
| 1. Dezember 1880 a | 12.356        |
| 1. Dezember 1890 a | 11.557        |
| 1. Dezember 1900 a | 13.941        |
| 1. Dezember 1910 a | 15.196        |
| 8. Oktober 1919 a  | 12.310        |
| 16. Juni 1925 a    | 14.003        |
| 16. Juni 1933 a    | 14.208        |
| 17. Mai 1939 a     | 17.415        |

| Jahr                 | Einwohnerzahl |
| -------------------- | ------------- |
| 1946                 | 13.526        |
| 13. September 1950 a | 16.390        |
| 6. Juni 1961 a       | 24.067        |
| 27. Mai 1970 a       | 29.850        |
| 31. Dezember 1975    | 38.030        |
| 31. Dezember 1980    | 37.297        |
| 25. Mai 1987 a       | 39.660        |
| 31. Dezember 1990    | 42.376        |
| 31. Dezember 1995    | 46.857        |
| 31. Dezember 2000    | 45.655        |
| 31. Dezember 2005    | 47.688        |
| 31. Dezember 2010    | 47.554        |
| 31. Dezember 2015    | 48.051        |
| 31. Dezember 2020    | 50.195        |

## Religionen

### Christentum

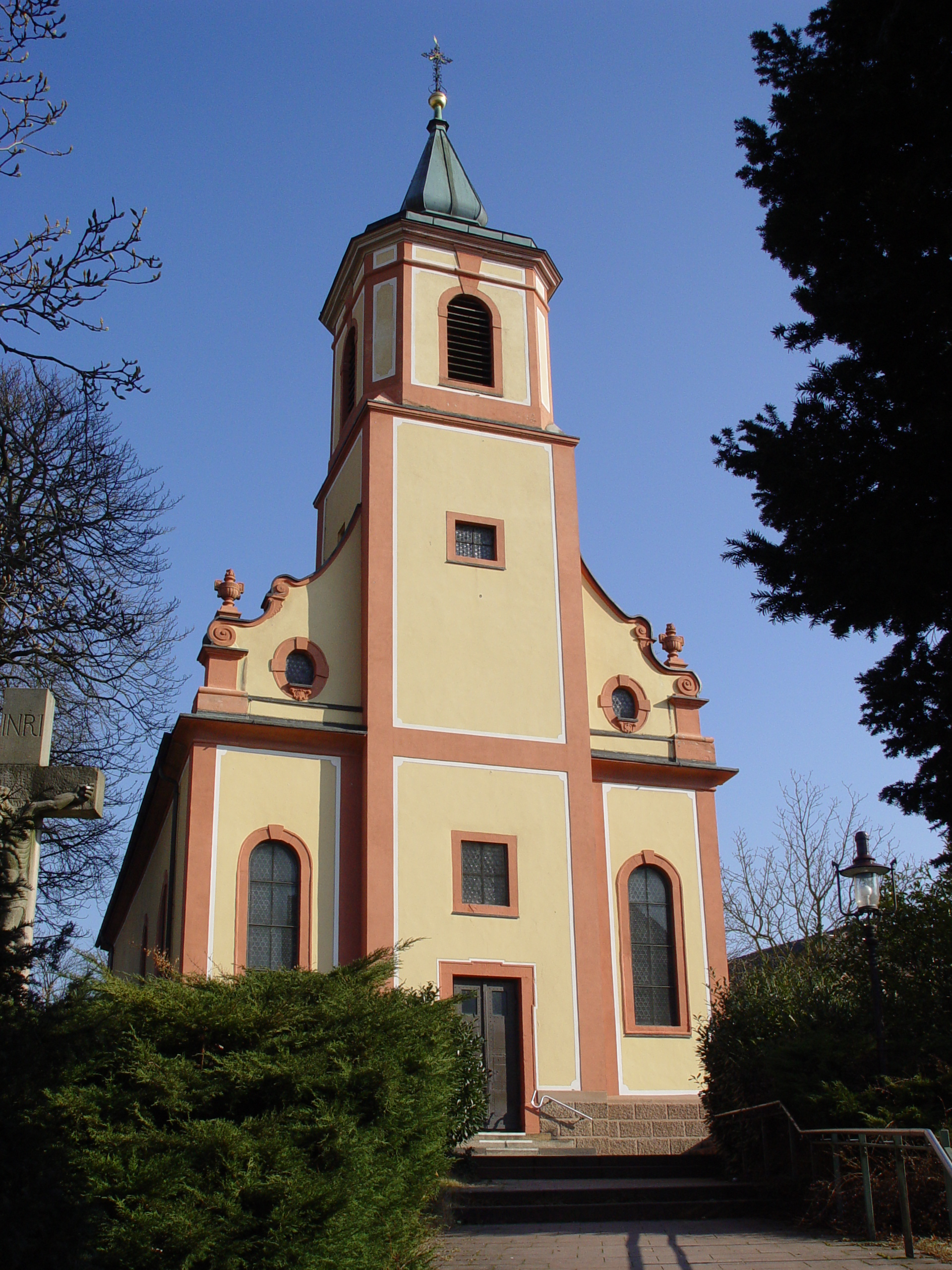
Bernharduskirche

Rastatt gehörte anfangs zum Bistum Speyer und war dem Archidiakonat Stift St. German und Moritz in Speyer unterstellt. Im 16. Jahrhundert konnte die Reformation vorübergehend Einfluss nehmen. Auch unter baden-durlachischer Verwaltung 1594 bis 1622 war der Protestantismus gegenwärtig, doch blieb der Ort überwiegend katholisch. Die Pfarrgemeinde der späteren Stadt gehörte zunächst noch zum Bistum Speyer, ab 1810 zum Landkapitel Kuppenheim und dann zum Generalvikariat Bruchsal, bevor sie 1821/27 Teil des neu gegründeten Erzbistums Freiburg wurde. Rastatt wurde Sitz eines Dekanats, das am 1. Januar 2008 von Dekanat Murgtal in Dekanat Rastatt umbenannt wurde und dem insgesamt 37 Pfarreien angehören.
Die katholische Hauptpfarrkirche Rastatts ist die 1756 erbaute St.-Alexander-Kirche am Marktplatz. 1930 wurde die Herz-Jesu-Kirche im ehemaligen Offizierskasino des Füsilier-Regiments Nr. 40 im Stadtteil „Dörfel“ südlich der Murg eingerichtet. 1973 entstand die Zwölf-Apostel-Kirche auf dem Röttererberg und 1986 die Heilig-Kreuz-Kirche im Stadtteil Rheinau, wo sich an der alten Plittersdorfer Landstraße auch noch die aus dem späten 18. Jahrhundert stammende Rheinau-Kapelle findet. Auch in den Stadtteilen Rastatts gibt es jeweils eine katholische Kirche: St. Laurentius Niederbühl (erbaut 1853) und neue Pfarrkirche von 1974, St. Ägidius Ottersdorf (umgebaut 1833), neuromanische Kirche St. Jakobus Plittersdorf, St.-Anna-Kapelle Rauental (erbaut 1721) und Kirche von 1931 sowie St. Michael Wintersdorf (erbaut 1756 mit älteren Bauteilen).

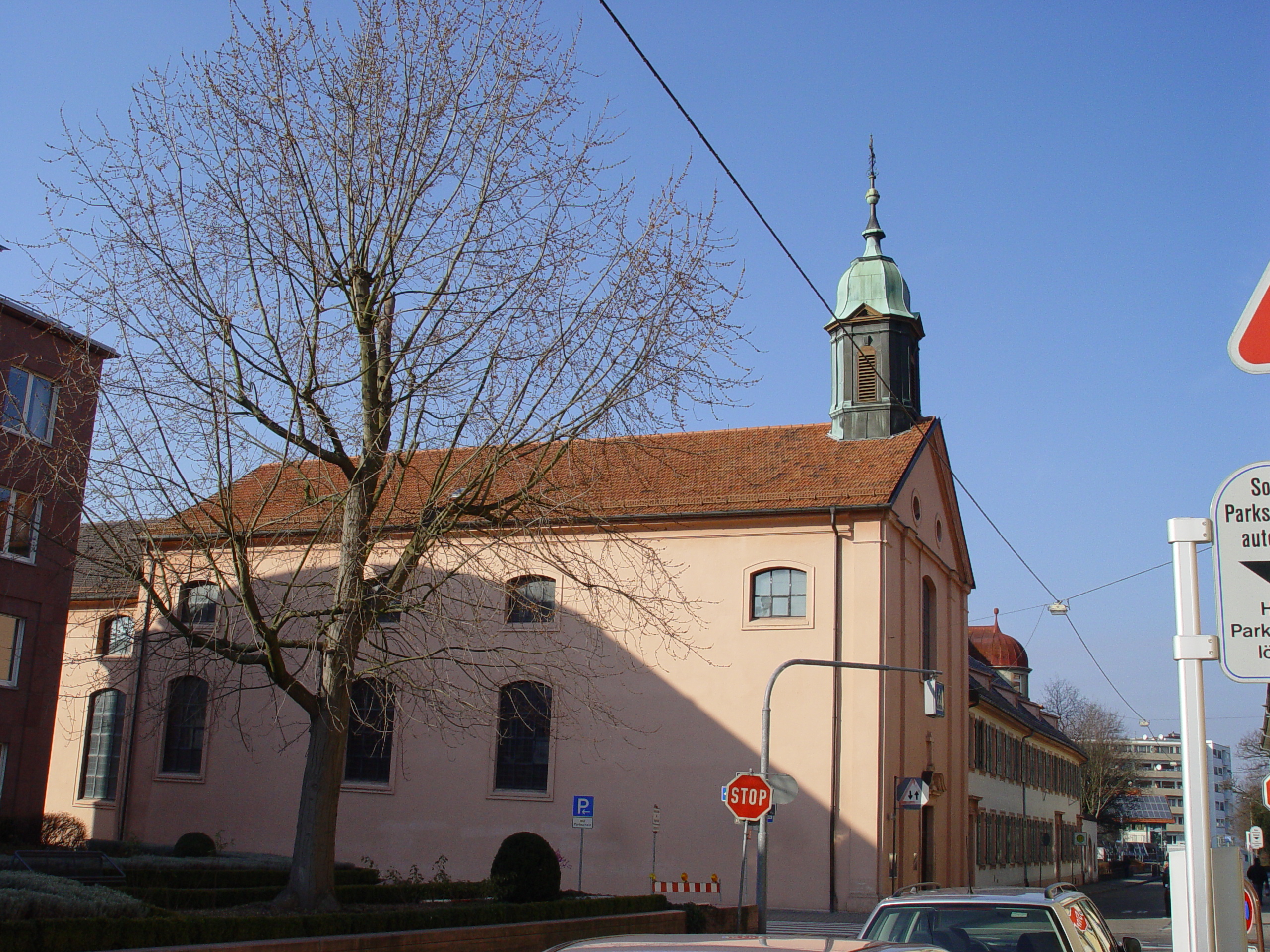
Evangelische Stadtkirche Rastatt

Ab 1773 gab es in Rastatt wieder evangelische Gottesdienste. Ab 1777 diente der Bibliothekssaal des Schlosses als Versammlungsort. 1807 erhielt die Gemeinde die Kirche des zwei Jahre zuvor aufgelösten Franziskanerklosters in unmittelbarer Nachbarschaft des Schlosses. Nach dem Zweiten Weltkrieg wurde die durch Flüchtlinge stark angewachsene Gemeinde in Michaels- und Johannesgemeinde aufgeteilt. 1962 kam in der Siedlung die Thomasgemeinde mit eigenem Gemeindezentrum hinzu. Die Johannesgemeinde erhielt 1965 am Stadtrand auf dem Röttererberg eine neue Kirche und wurde 1979 getrennt: Das Neubaugebiet Rheinau und Rheinau-Nord wird seither von der Petrusgemeinde pastoriert, die 1982 eine neue Kirche mit Gemeindezentrum im Gewann Oberwald bezog. Die Michaelsgemeinde als Muttergemeinde der Rastatter Protestanten umfasst die Innenstadt mit Industriegebiet und das Wohngebiet westlich der Murg. Die Kirchengemeinde Rastatt gehört zum Kirchenbezirk Baden-Baden und Rastatt innerhalb der Evangelischen Landeskirche in Baden. In den Stadtteilen Rastatts gibt es Filialkirchengemeinden, die teilweise (Ottersdorf und Wintersdorf) von der selbstständigen Gemeinde Iffezheim pastoriert werden.
Neben den beiden großen Kirchen gibt es in Rastatt auch Freikirchen und Gemeinden, darunter eine evangelisch-freikirchliche Gemeinde (Baptisten) und eine Adventisten-Gemeinde.

### Judentum
In Rastatt bestand eine jüdische Gemeinde bereits im Mittelalter, da 1337/38 von einer Judenverfolgung in der Stadt berichtet wurde. Eine neuzeitliche jüdische Gemeinde wurde im 16./17. Jahrhundert gegründet und bestand bis zum 22. Oktober 1940, als die letzten 30 jüdischen Einwohner der Stadt ins Konzentrationslager Gurs deportiert wurden. Die jüdische Gemeinde Rastatt besaß eine Synagoge, eine Schule, ein rituelles Bad und seit 1881 einen jüdischen Friedhof. Von der Gemeinde wurde ein eigener Religionslehrer angestellt, der zugleich als Vorbeter und Schochet tätig war.

### Islam
Außerdem lebt in Rastatt eine große muslimische Gemeinde, für die drei Moscheen zur Verfügung stehen: die DİTİB Zentral Moschee, die Mevlana Moschee der IGMG und die Süleymaniye-Moschee des VIKZ. Ein Großteil der Muslime in Rastatt sind Einwanderer: Seit der Gastarbeiterzeit kamen v. a. türkische Zuwanderer in die Stadt.

## Politik

### Gemeinderat
- SPD: 7
- FuR: 4
- Grüne: 4
- FW: 6
- FDP: 2
- CDU: 9
- AfD: 8

Der Gemeinderat der Stadt Rastatt hat seit der Kommunalwahl vom 9. Mai 2024 insgesamt 40 Mitglieder, die die Bezeichnung Stadtrat bzw. Stadträtin führen. Die Wahl führte bei einer Wahlbeteiligung von 45,1 % (2019: 44,9 %) zu folgendem Ergebnis:
| Partei/Liste | Stimmenanteil | Sitze |
| ------------ | ------------- | ----- |
| CDU          | 24,28 %       | 9     |
| AfD          | 20,61 %       | 8     |
| SPD          | 17,74 %       | 7     |
| FW           | 14,29 %       | 6     |
| FuR          | 9,54 %        | 4     |
| Grüne        | 9,29 %        | 4     |
| FDP          | 4,26 %        | 2     |

### Bürgermeister
An der Spitze des Dorfes Rastatt stand anfangs der vom Landesherrn eingesetzte Schultheiß. Die Verwaltung oblag einem Bürgermeister und zwölf Räten. Der Schultheiß amtierte lebenslang, der Bürgermeister ein Jahr. Im 16. Jahrhundert wurde der Schultheiß durch einen Untervogt bzw. Unteramtmann ersetzt. Der zuständige Obervogt saß in Kuppenheim. Nach Einführung der Städteordnung 1831 leitete ein Oberbürgermeister und zehn Ratsmitglieder die Stadtverwaltung.
Seit 17. Dezember 2023 ist Monika Müller Oberbürgermeisterin der Stadt Rastatt. Sie wurde am 15. Oktober 2023 mit 50,3 Prozent der Stimmen im zweiten Wahlgang zur Oberbürgermeisterin von Rastatt gewählt. Dies war die erste Stichwahl bei einer Oberbürgermeisterwahl in Baden-Württemberg nach der Kommunalwahlreform 2023. Im ersten Wahlgang hatte Müller 38 Prozent der Stimmen bei vier Gegenkandidaten erhalten.
Bürgermeister und Oberbürgermeister
- 1715–1746: Johann Nagel
- 1746–1752: Nikolaus Klee
- 1752–1756: Friedrich Kahe
- 1757–1766: Johan Klehe
- 1767–1769: Johann Höllmann
- 1770–1775: Johann Anton
- 1775–1782: Johann Merck
- 1782–1786: Josef Klee
- 1786–1793: Johann Merck
- 1793–1801: Johannes Franz
- 1801–1806: Simon Meyer
- 1806–1819: Johann Wolff
- 1819–1827: Johann Feyler
- 1827–1833: Ignaz Höllmann
- 1833–1849: Josef Müller
- 1849: Ludwig Sallinger
- 1849–1859: Heinrich Hammer
- 1859–1863: Gustav Wagner
- 1863–1880: Ludwig Sallinger
- 1880: Otto Armbruster
- 1881–1887: Albert Hirtler
- 1887–1897: Albert Stigler
- 1897–1898: Otto Hardung
- 1898–1913: Alfred Bräunig
- 1913–1933: August Renner
- 1933–1934: Karl Fees (NSDAP)
- 1934–1945: Ernst Hein (NSDAP)
- 1945: Franz Roth
- 1945–1946: Karl Geiges (kommissarisch)[29]
- 1946–1948: Franz Maier
- 1949–1955: Max Jäger (CDU)
- 1955–1975: Richard Kunze
- 1975–1991: Franz J. Rothenbiller
- 1991–2007: Klaus-Eckhard Walker (bis 2005 SPD)
- 2007–2023: Hans Jürgen Pütsch (CDU)
- seit 2023: Monika Müller (SPD)

### Wappen

Das bis 1995 benutzte Wappen

Das Wappen der Stadt Rastatt zeigt in gespaltenem Schild vorne in Gold einen roten Schrägbalken, hinten in Rot eine goldene Weinleiter. Die Stadtflagge ist gelb-rot.
Einerseits weist das Wappen auf Rastatts historische Rolle als Umschlagplatz im oberrheinischen Weinhandel vor der Rheinkorrektur hin. Andererseits gilt es als „redendes Wappen“, weil die Weinleiter in der Mundart „Raste“ genannt wird. Diese wird bereits seit dem 15. Jahrhundert in den Siegeln abgebildet. Später wurde der badische Schrägbalken ins Wappen aufgenommen. Im 19. Jahrhundert setzte sich allmählich die Weinleiter alleine durch. Das Badische Innenministerium genehmigte dann am 6. März 1895 das Wappen in gespaltenem Schild mit beiden Symbolen. Dennoch wurde in der Folgezeit die einfache Form der Weinleiter als Wappen geführt, bis der Gemeinderat am 18. Dezember 1995 endgültig die amtlich verliehene Form des Wappens, den gespaltenen Schild mit Schrägbalken und Weinleiter, festlegte.

### Städtepartnerschaften
Die Stadt Rastatt unterhält zu folgenden Städten Städtepartnerschaften:
- Orange (Frankreich), seit 1965
- New Britain (USA), seit 1948 – Das hängt mit Carl Schurz zusammen, der bei den Freiheitsbewegungen 1848 führender Revolutionär war. Nach seiner Festnahme gelang ihm die Flucht aus der Festung Rastatt in die Vereinigten Staaten. Dort war er von 1877 bis 1881 sogar Innenminister.[30]
- Fano (Italien), seit 1985
- Ostrov (deutsch Schlackenwerth) (Tschechien), seit 1991 (ab 1969 bestand eine Städtepatenschaft)
- Woking (Vereinigtes Königreich), seit 2001
- Entre Rios, Guarapuava, (Brasilien), Städtepatenschaft seit 1987

## Kultur und Sehenswürdigkeiten

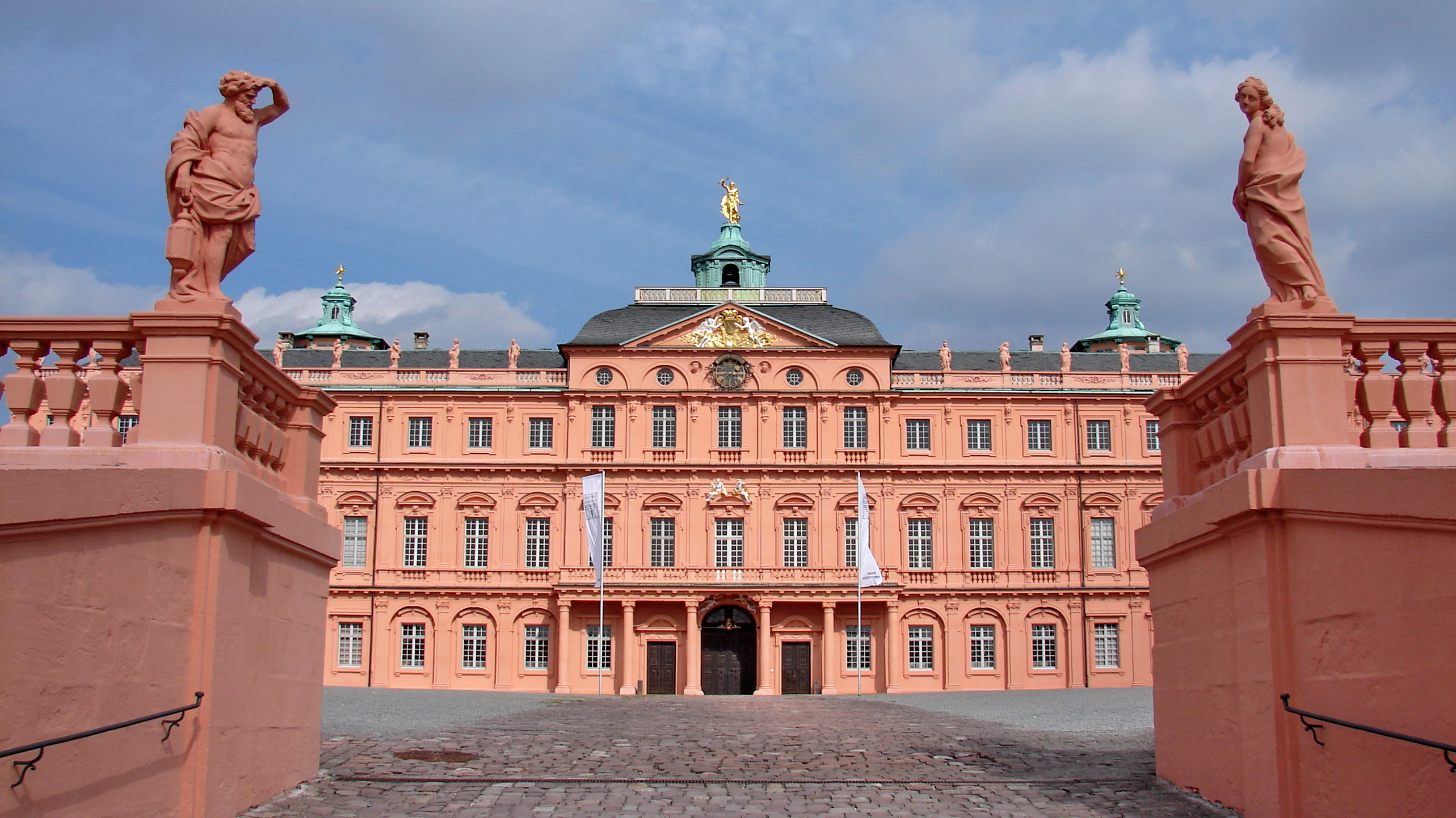
Rastatter Schloss, Hofansicht

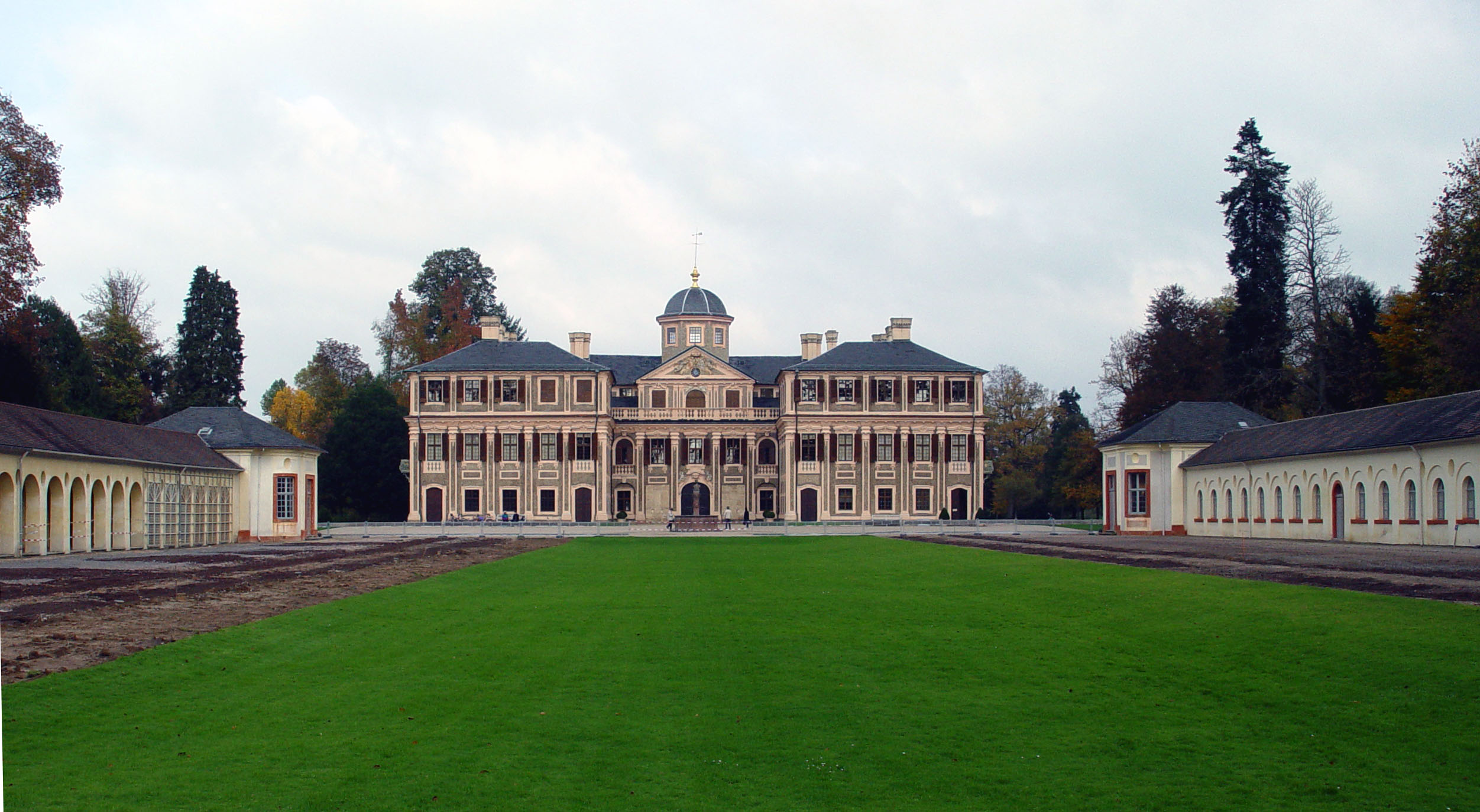
Schloss Favorite, Vorderansicht

Der bekannteste Ortsneckname für die Rastatter Bürger lautet Staffelschnatzer.

### Bauwerke
Das stattliche Residenzschloss der Markgrafen von Baden-Baden ist das Wahrzeichen der Stadt. 1698 ließ Markgraf Ludwig Wilhelm (1655–1707), der gefeierte Türkenlouis, in Rastatt den Grundstein zum Bau eines Jagdschlosses legen. Ab 1700 wurde es zur repräsentativen Residenz ausgebaut.
Weitere Sehenswürdigkeiten sind:
- Schloss Favorite
- Einsiedelner Kapelle
- Pagodenburg
- Bernharduskirche
- Evangelische Stadtkirche
- Kath. Stadtkirche St. Alexander
- historisches Rathaus
- Wasserturm
- Kasematten, Tore und weitere Überreste der Festung Rastatt
- Rossi-Haus
- Fruchthalle
- Mural der Markgräfin Sibylla Augusta in der Schiffstraße
- Ferner sehenswert sind der Aalschokker Heini in den Rheinauen und die Rheinfähre Plittersdorf–Seltz.

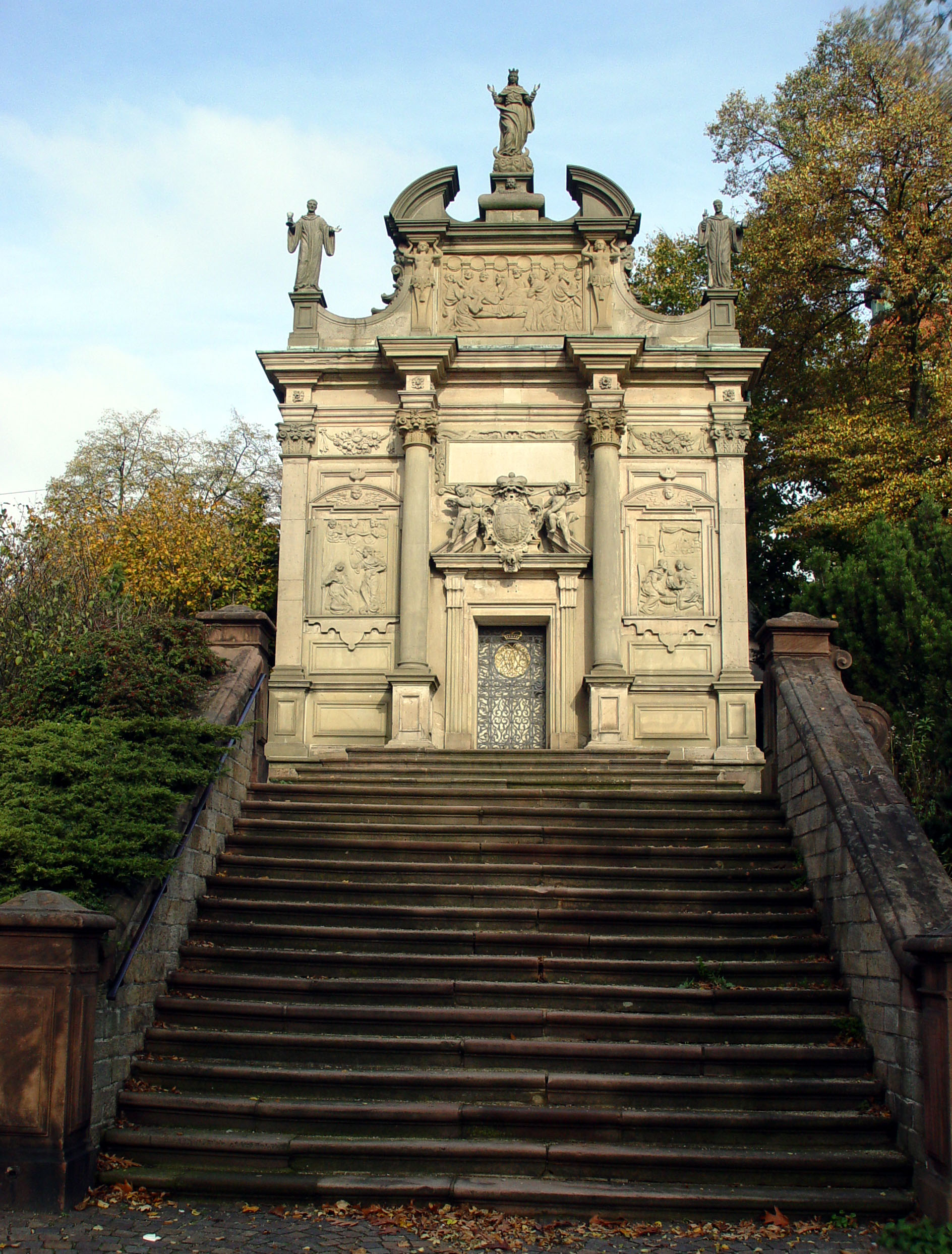
Einsiedelner Kapelle
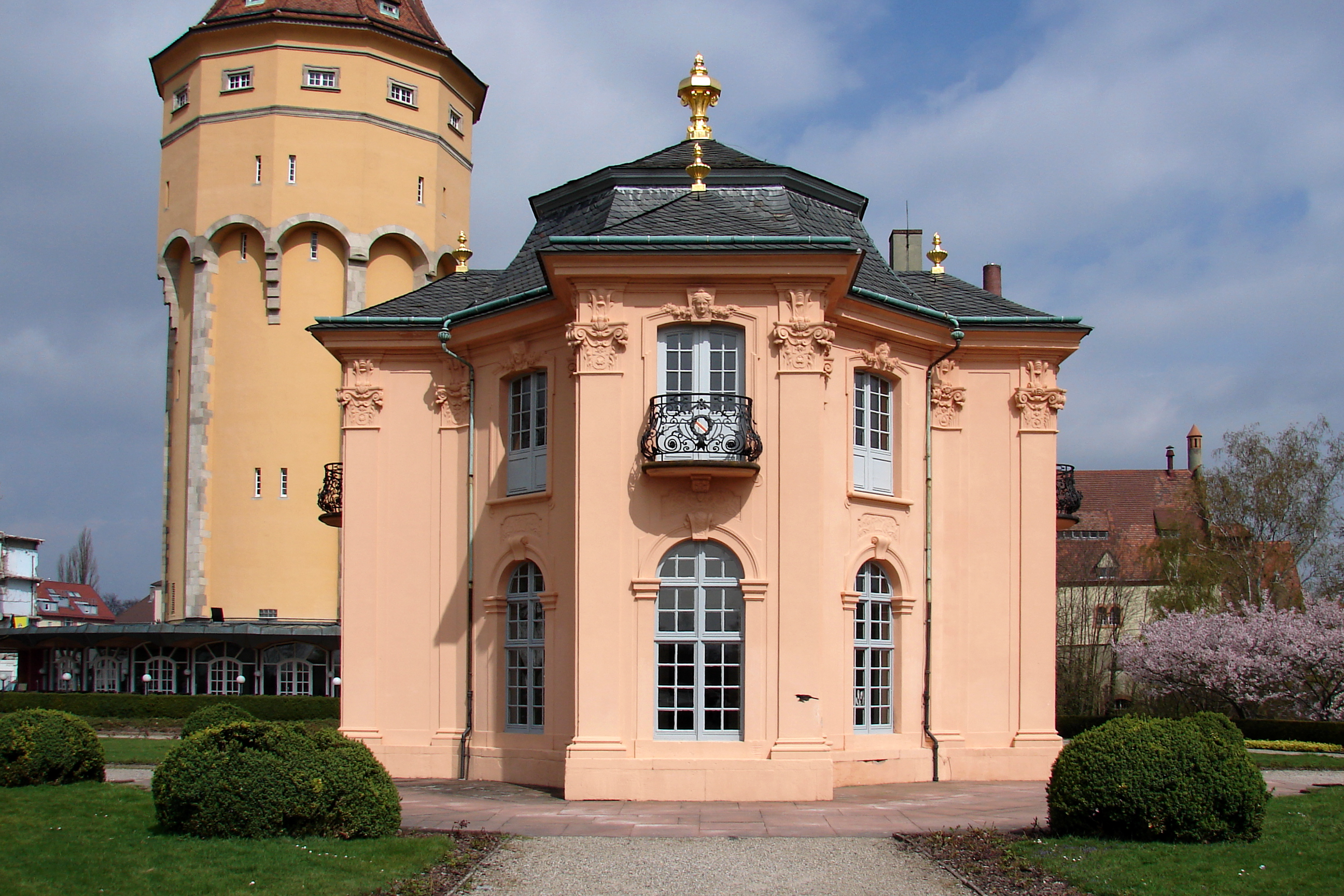
Pagodenburg mit Wasserturm
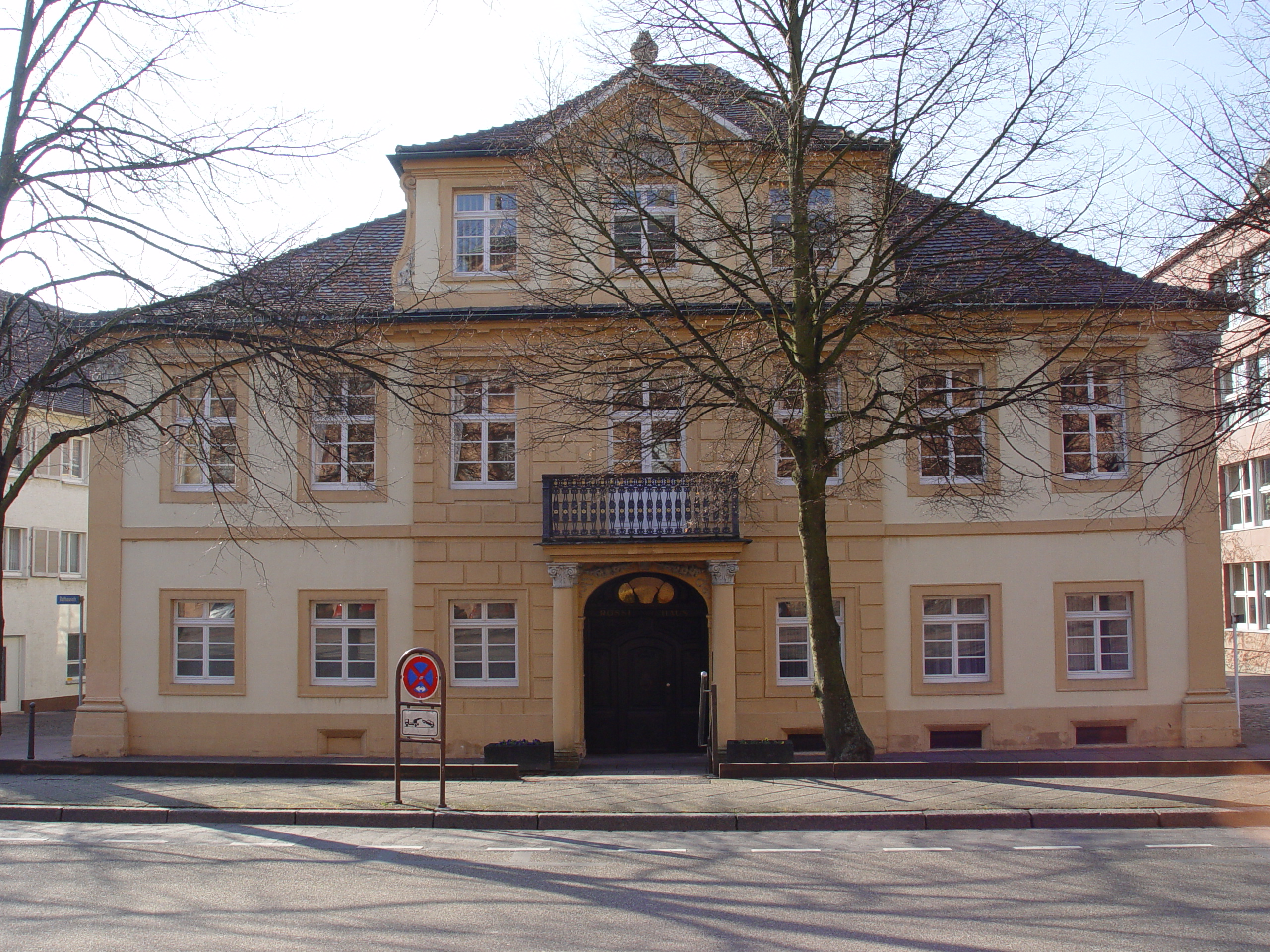
Rossi-Haus
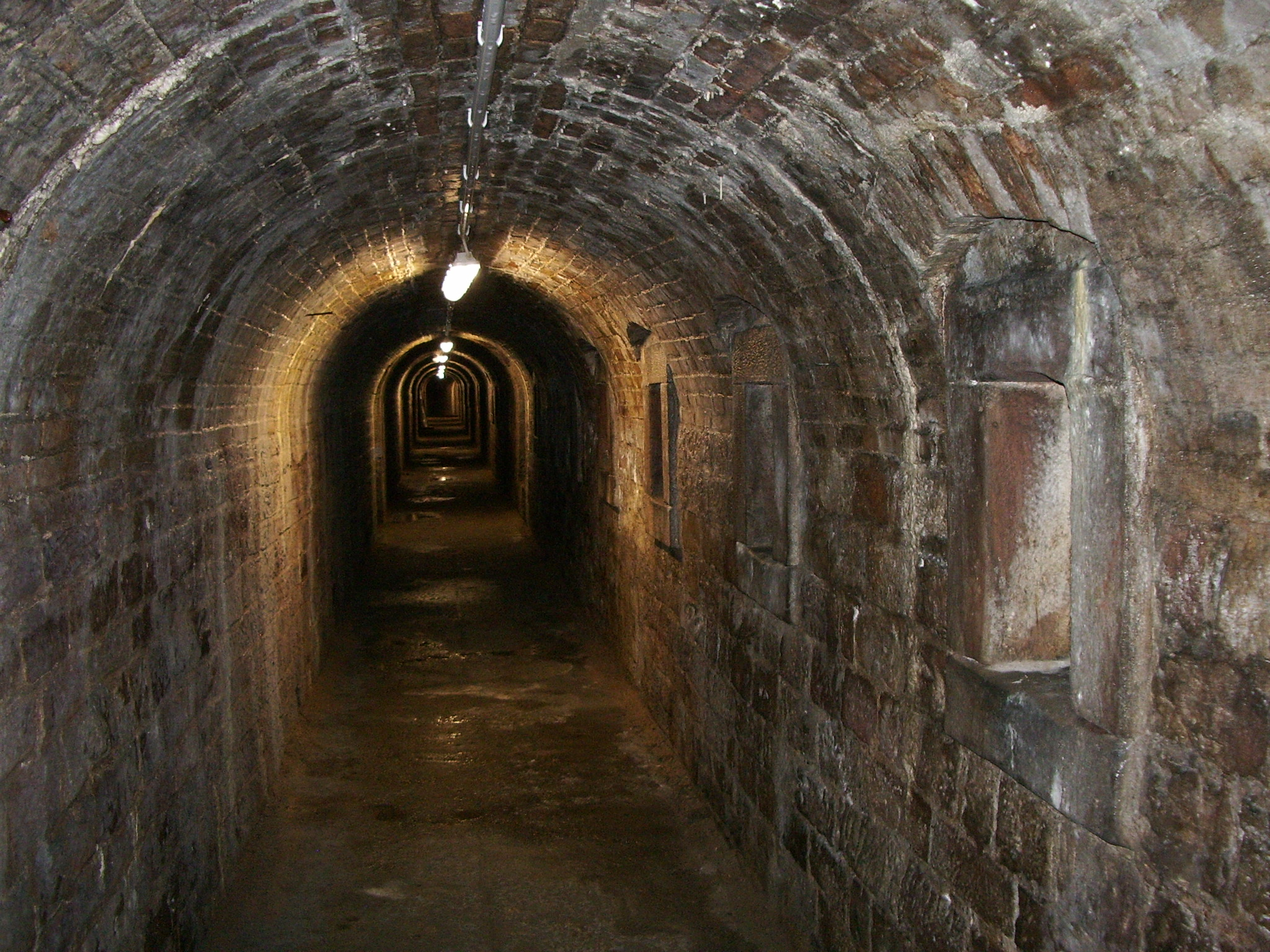
Kasematte der Festung Rastatt
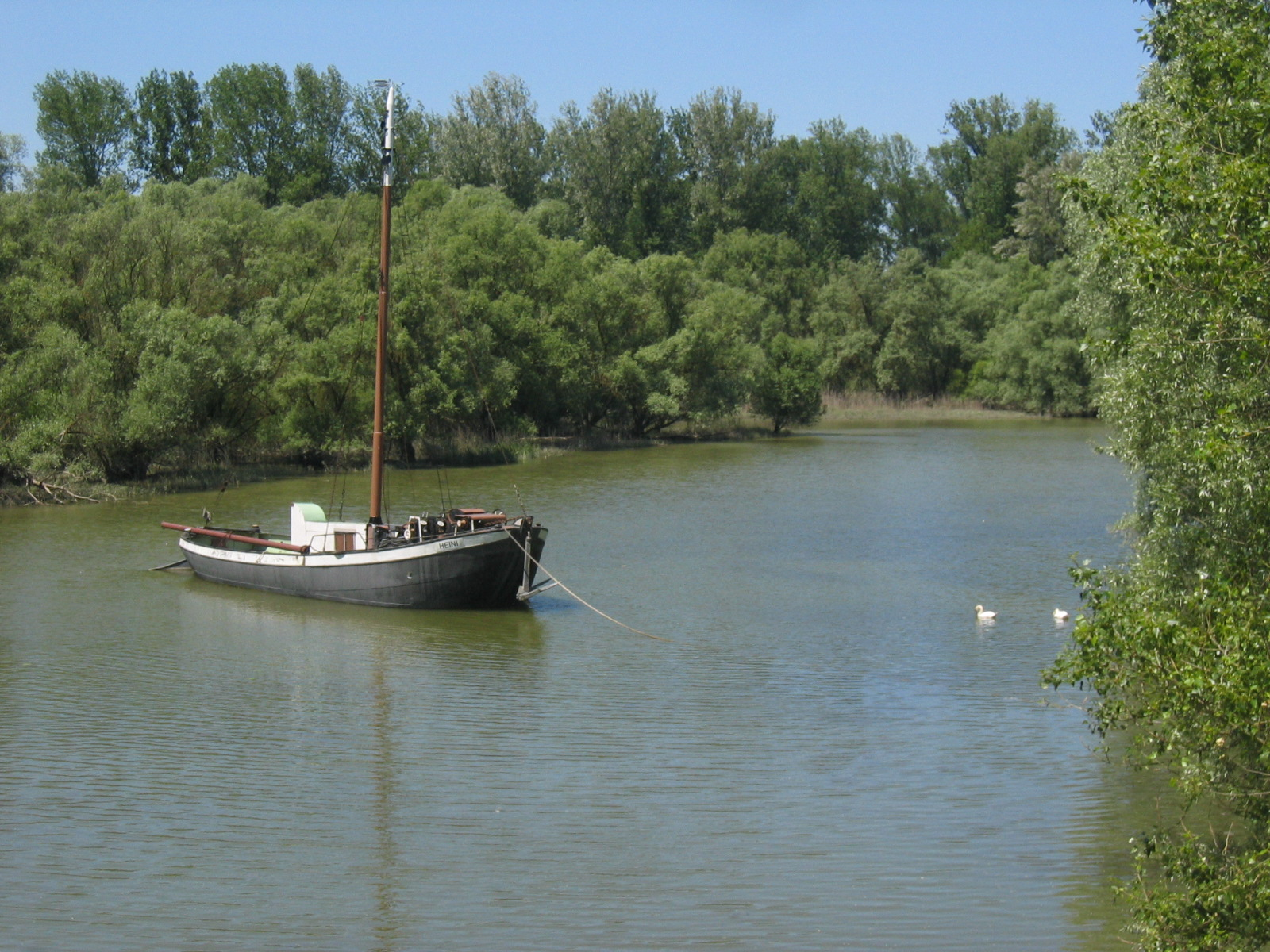
Der Aalschokker Heini in den Rheinauen
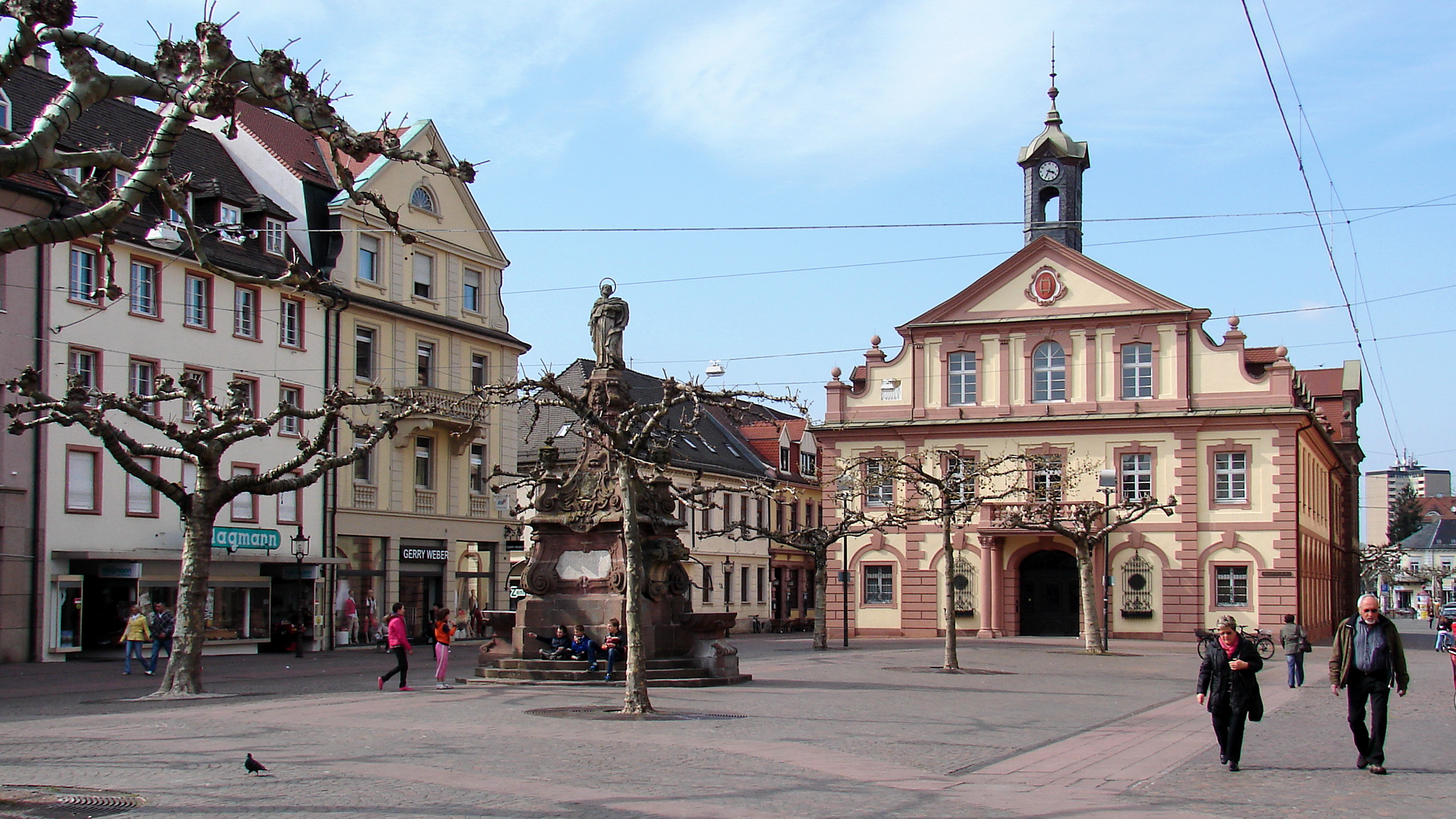
Marktplatz mit Rathaus
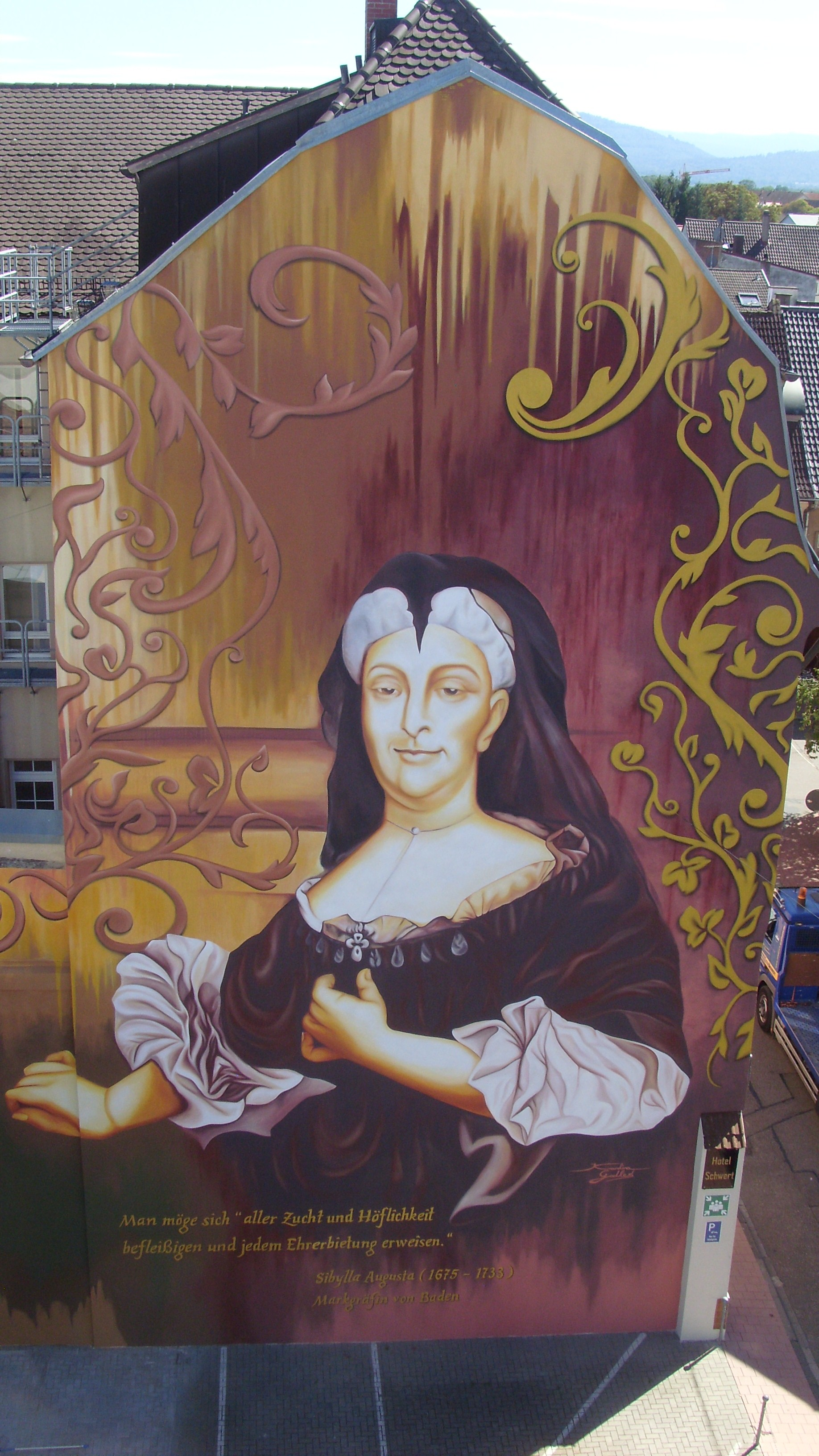
Mural der Markgräfin Sibylla Augusta in der Schiffstraße

### Brunnen
- Bernhardusbrunnen
- Alexiusbrunnen
- Johannes-Nepomuk-Brunnen
- Pfeifferbrunnen
- Rastatter Rätsel vor dem Bahnhof

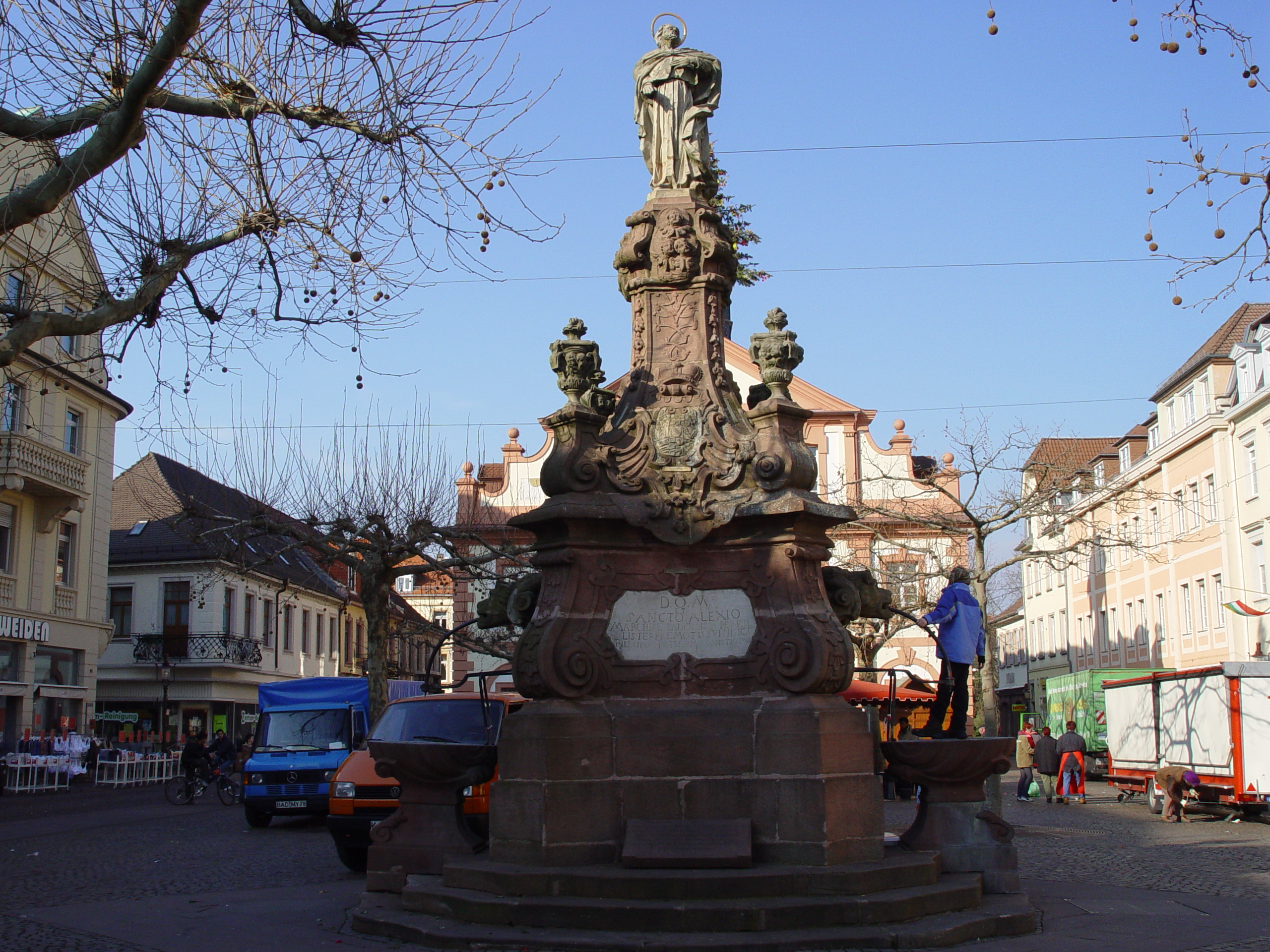
Alexiusbrunnen

- Die Auflösung des Rastatter Rätsels (Picasso-Brunnen)

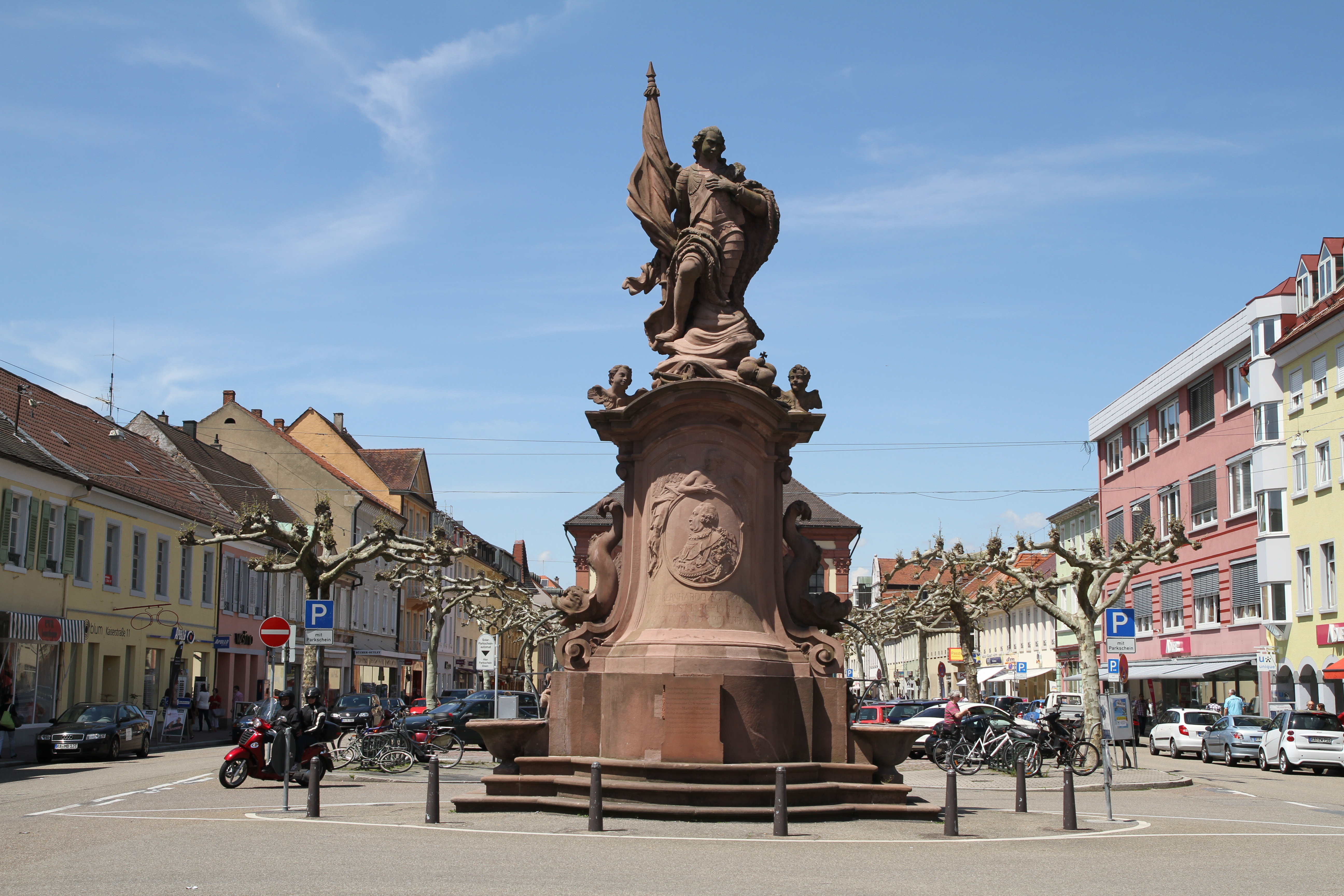
Bernhardusbrunnen Rastatt
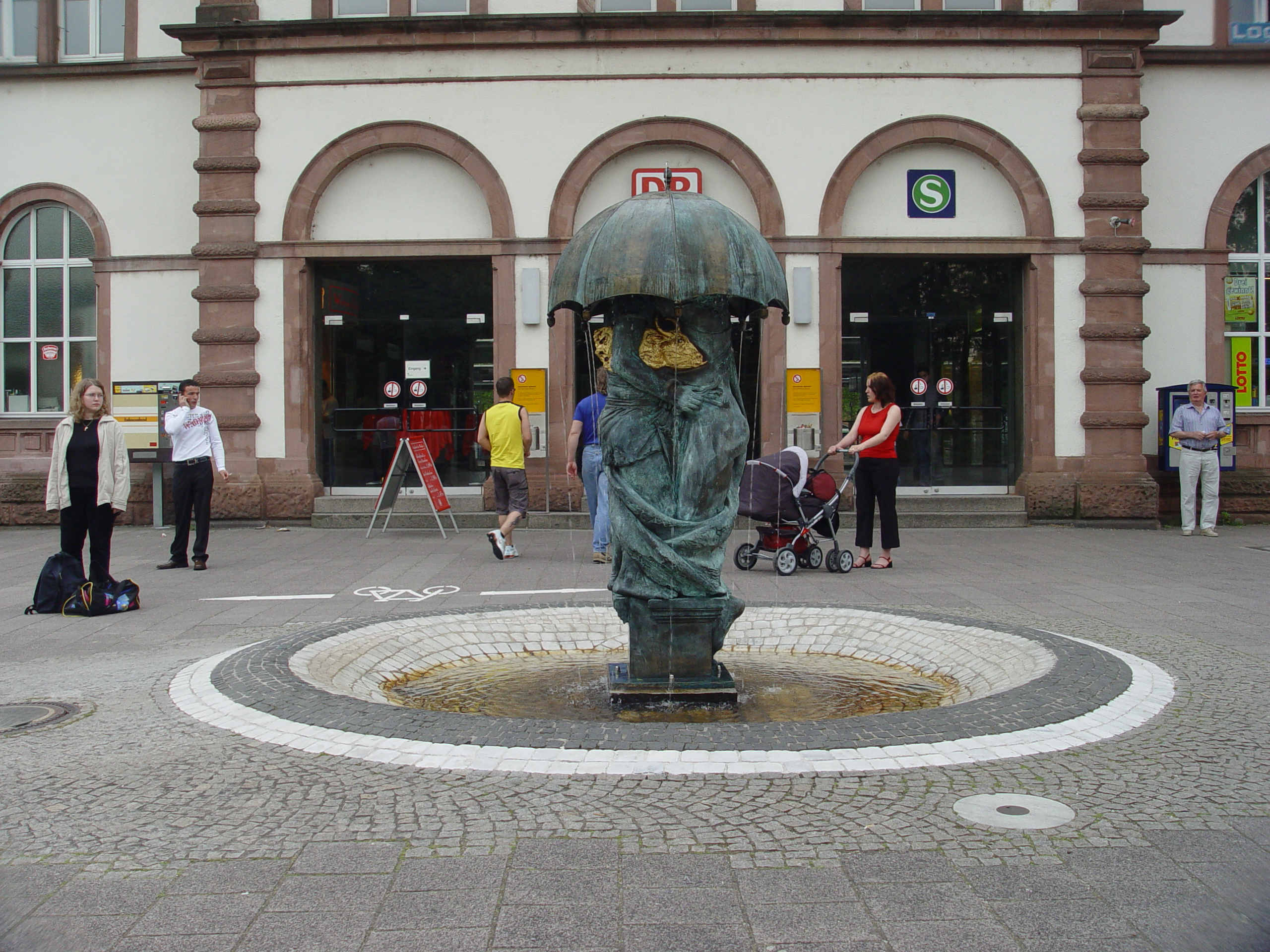
Das Rastatter Rätsel am Bahnhof

### Theater

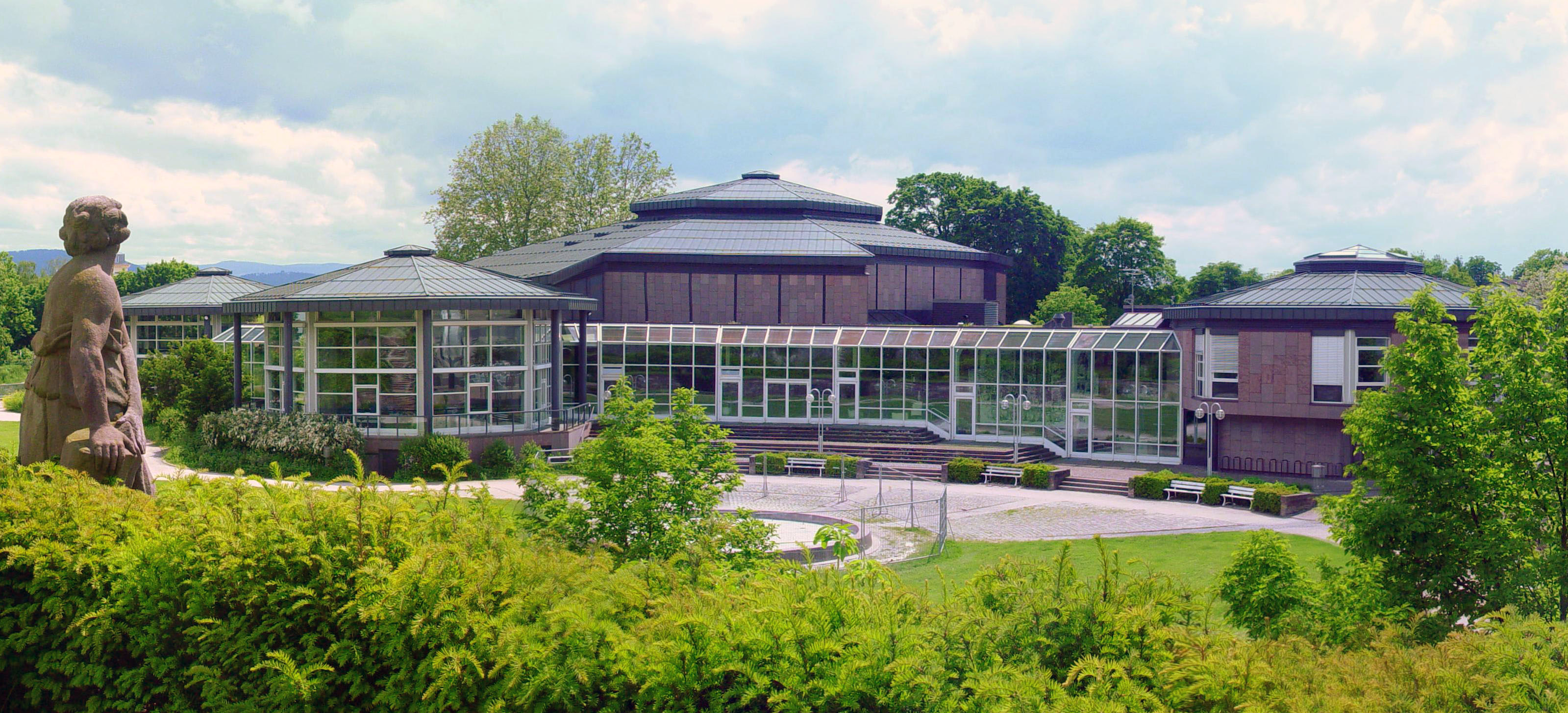
Die BadnerHalle

Die 1990 eingeweihte BadnerHalle ist das kulturelle Veranstaltungszentrum der Stadt, unter anderem für Theaterdarbietungen. Darüber hinaus existieren noch das Kellertheater im Kulturforum und das Theater in der Reithalle.
Des Weiteren findet alle zwei Jahre im Frühling das größte internationale Straßentheaterfestival Deutschlands statt, das tête-à-tête. In den dazwischenliegenden Jahren findet im Herbst das Rendezvous tête-à-tête statt.

### Museen

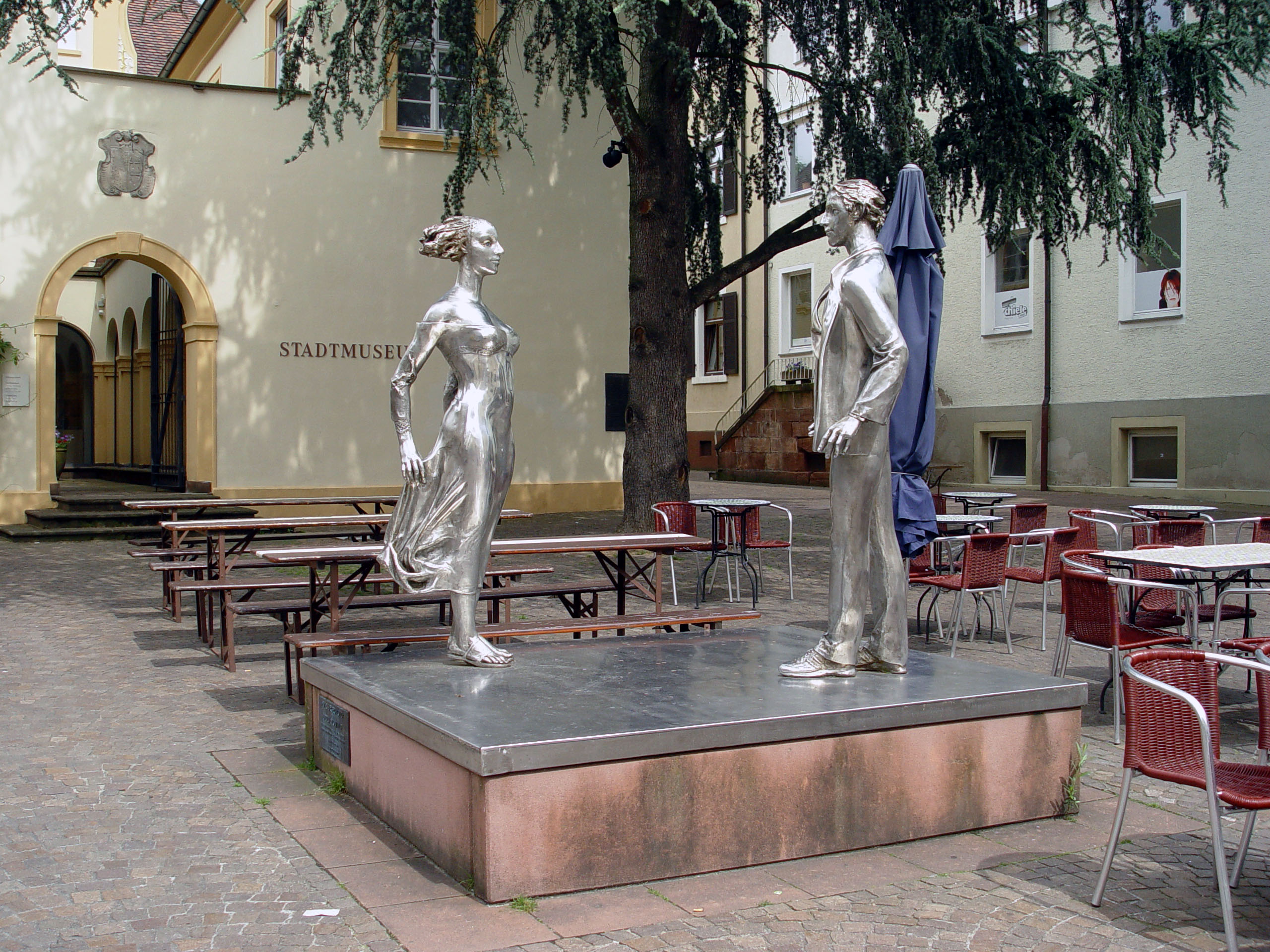
Die Begegnung von Giuliano Vangi vor dem Stadtmuseum

Das Stadtmuseum widmet sich der Rastatter Stadtgeschichte. Ferner gibt es ein original eingerichtetes altes Wohnhaus Am Kirchplatz 6 sowie das Riedmuseum in Ottersdorf.
Die Erinnerungsstätte für die Freiheitsbewegungen in der deutschen Geschichte des Bundesarchivs befindet sich im Schloss. Dieses beherbergt auch das 1934 eingerichtete Wehrgeschichtliche Museum. In der Fruchthalle ist die Städtische Galerie untergebracht.
Des Weiteren können, auf Anfrage, die Kasematten besichtigt werden. Seit 2009 befindet sich im ehemaligen Westwallbunker ein Museum.

### Gedenkstätten

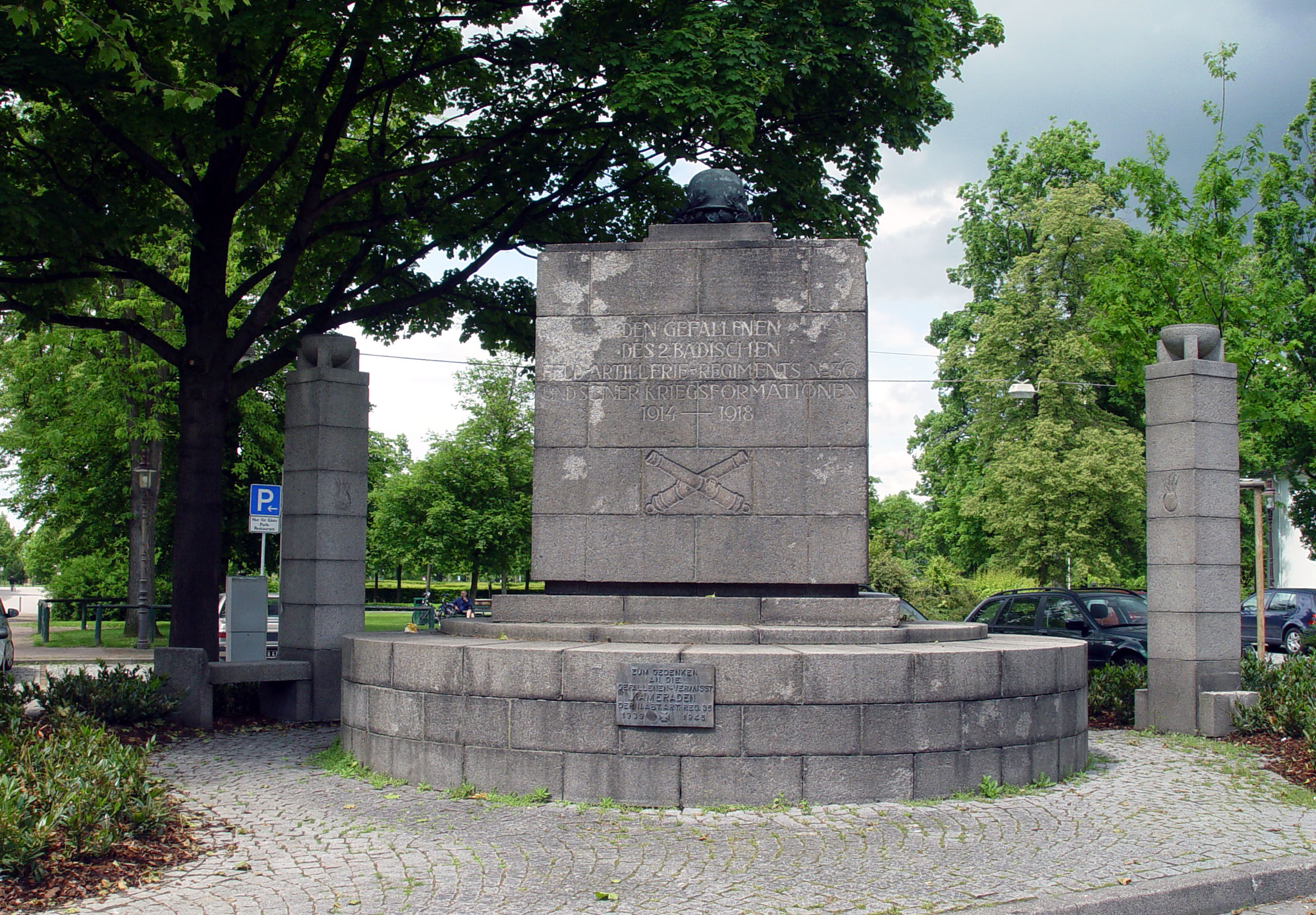
Gefallenendenkmal des 2. Badischen Feld-Artillerie Rgt. 35 1914–1918

Auf dem Alten Friedhof „An der Ludwigsfeste“ auf dem Krankenhausgelände in der Nähe des Schlossparks wird mit einem Findling namentlich an die 19 standrechtlich erschossenen Revolutionäre von 1848 erinnert. Die Kopfzeile lautet: Ruhestätte der im Jahr 1849 in Rastatt standrechtlich erschossenen FreiheitsKämpfer. Daneben befinden sich zwei weitere Gedenksteine, mit denen zweier Hitler-Gegner gedacht wird, die beide im KZ Dachau ermordet wurden: Hugo Levi und Karl Geiges. An den ersten, der Rastatter Stadtrat war, erinnert auch ein Gedenkstein im Patientengarten des Kreiskrankenhauses. An der Murg im Stadtteil Zay befindet sich der Gesandtenmord-Stein, der an das entsprechende historische Ereignis erinnert.
Von nationaler Bedeutung ist die von Bundespräsident Gustav Heinemann initiierte „Erinnerungsstätte deutscher Freiheitsbewegungen“ im Schlossgebäude (Bestandteil des Bundesarchivs), die einen Überblick über die Ereignisse während der gesamtdeutschen Revolution 1848/49 und die lokalen Ereignisse der badischen Revolution gibt (siehe Museen).

#### Stolpersteine
Auf den Gehwegen Rastatts sind inzwischen 58 Stolpersteine (Kleindenkmale) verlegt worden. Sie sollen an das Schicksal der Menschen an ihrem letzten frei gewählten Wohnort erinnern, die während des nationalsozialistischen Diktatur ermordet, deportiert, vertrieben oder in den Suizid getrieben wurden.

### Stromkastenkunst
Das Kunstprojekt StadtKUNSTwerke der Stadtwerke Rastatt dient der gestalterischen Aufwertung des öffentlichen Raums. Im Rahmen der Initiative werden Stromkästen im Stadtgebiet von Rastatt von regionalen Künstlern künstlerisch gestaltet. Die Motive reichen von abstrakten Mustern bis hin zu realistischen Darstellungen und tragen zur Verschönerung des Stadtbildes bei. Die Initiative wird in Zusammenarbeit mit lokalen Künstlern umgesetzt.

### Musik
Das 1988 gegründete Vocalensemble Rastatt wurde unter der Leitung seines Dirigenten Holger Speck durch Erfolge bei Wettbewerben zu einem international bekannten Kammerchor, mit eigenen CDs sowie Rundfunk- und Fernsehproduktionen in Deutschland und Frankreich. Das Barockorchester Les Favorites tritt seit 2003 als Begleiter oder selbstständig auf.
Das 1937 gegründete und 1950 wiedergegründete Kammermusikensemble Quantz-Collegium spielt Festliche Serenaden Schloss Favorite mit Musik der Barockzeit und der Klassik in der Sala terrena von Schloss Favorite.

### Sport
Rastatt ist vor allem unter Tanzsportfreunden ein bekannter Begriff, denn die mehrfachen Tanz-Weltmeister Ralf Müller und Olga Müller-Omeltchenko kommen aus Rastatt. Sie dominierten in den 1990er Jahren das internationale Parkett und wurden mehrfach Welt- und Europameister in den lateinamerikanischen Tänzen.
Die Hip-Hop-Tanzgruppe Bronx Sistas wurde 2014 Weltmeister. Im gleichen Jahr wurden sie zur Mannschaft des Jahres bei der Sportlerehrung der Stadt Rastatt gewählt.
Der größte und älteste Rastatter Sportverein ist der Rastatter Turnverein 1846 (RTV) mit den Abteilungen Turnen, Schwimmen, Handball, Volleyball, Leichtathletik, Fechten, Karate, Aikidō und Clogging. Der zweitgrößte Sportverein in Rastatt mit fast 1000 Mitgliedern ist der 2013 gegründete Rastatter SC/DJK e. V., der durch die Fusion aus Rastatter SC 1922 e. V. und DJK Rastatt entstanden ist.
Ein weiterer bedeutender Verein ist der Turnverein Rastatt-Rheinau 1919 der folgende Sparten anbietet: Basketball, Turnen, Leichtathletik und Tanz & Aerobic. Hierbei ist die Basketball-Abteilung Rastatt Pioneers hervorzuheben, deren erste Herrenmannschaft im Sommer 2006 in die 2. Bundesliga aufstieg.
Der FC Rastatt 04, ein reiner Fußballverein, ist mit derzeit etwa 600 Mitgliedern der größte Fußballverein in Rastatt. In den 1930er und 1940er Jahren gehörte er zu den führenden Clubs in Süddeutschland, in den Jahren 1978 bis 1986 spielte der Verein in der Oberliga Baden-Württemberg.
Der BouleClub Rastatt widmet sich seit 1981 dem Pétanque-Spiel und kann auf zahlreiche nationale und internationale Erfolge zurückblicken. Im Jahr 2003 fand in der Boule-Halle des Vereins die Europameisterschaft der Damen im Pétanque statt. Im Folgejahr wurde an gleicher Stätte der europäische Vereinsmeister der Landessieger ermittelt.

## Wirtschaft und Infrastruktur

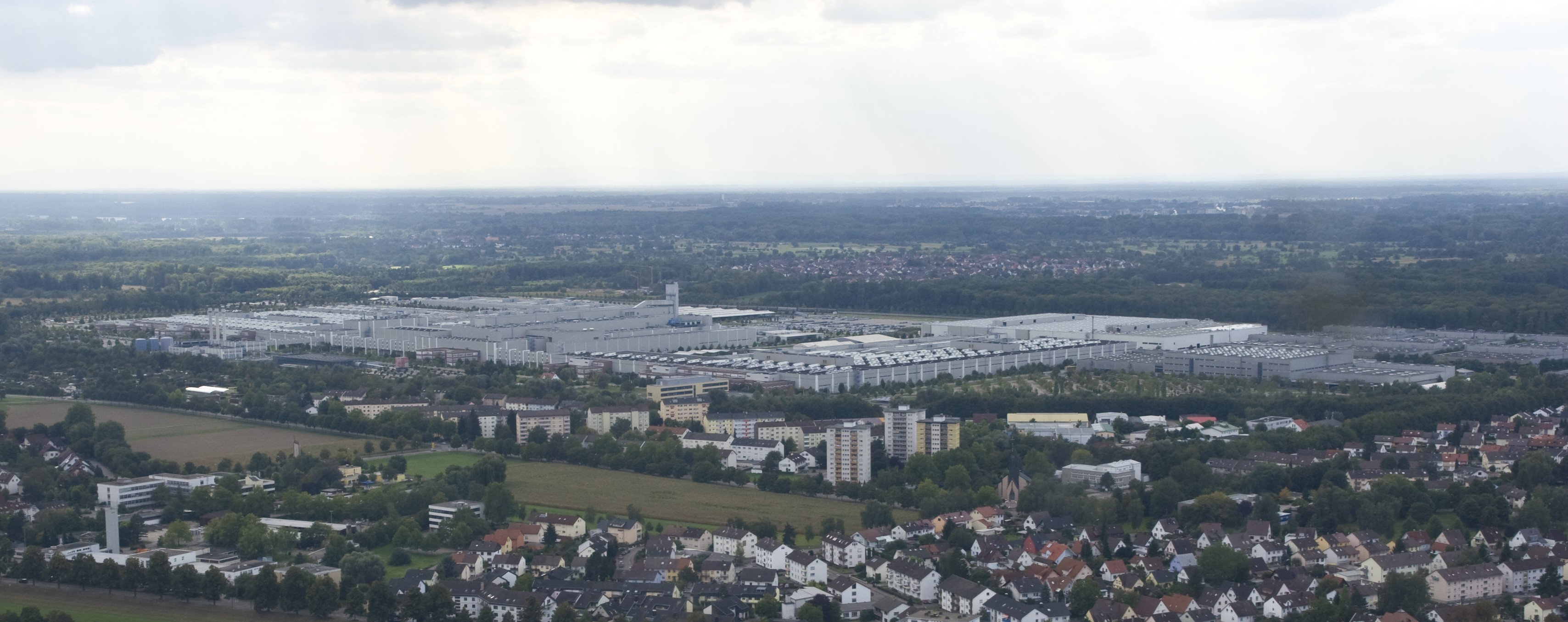
Mercedes-Benz Werk Rastatt

### Wirtschaft
Heute ist der wichtigste Arbeitgeber das Werk Rastatt der Mercedes-Benz Group. Von der Eröffnung 1992 bis 1996 wurde als erstes Modell die E-Klasse gefertigt. Das Werk Rastatt ist Kompetenzzentrum für Kompaktfahrzeuge von Mercedes-Benz. 1997 ging die A-Klasse in Serie, von der 1,1 Millionen Fahrzeuge bis 2004 verkauft wurden. Dann folgte die zweite Generation, von der inzwischen über eine Million Fahrzeuge produziert worden sind. 2005 kam als weiteres Modell die B-Klasse hinzu. Drei der fünf Modelle der beiden Klassen werden in Rastatt produziert. Am 16. November 2012 verließ das dreimillionste Kompaktfahrzeug das Werk.
Am Wirtschaftsstandort Rastatt sind auch verschiedene Zulieferbetriebe der Automobilbranche angesiedelt.
Ebenfalls in Rastatt ist ein Entwicklungs- und Produktionsstandort für Heizungs-, Lüftungs- und Klimatechnik von Siemens beheimatet.
Des Weiteren befand sich der Unternehmenssitz der Firma Maquet, Tochtergesellschaft des schwedischen Konzerns Getinge AB und eines der weltweit führenden Unternehmen für Medizintechnik, in Rastatt. Das Unternehmen Maquet wurde aufgelöst und vollständig in den Getinge-Konzern eingegliedert. Der Rastatter Standort wird heute von der Getinge Deutschland GmbH betrieben. Der Name Maquet dient weiterhin als Produktmarke von Getinge.
Der Hersteller von Druckluftwaffen Diana wurde 1890 in Rastatt gegründet und produzierte bis 2015 am hiesigen Standort. Im Jahr 1988 gewann die deutsche Sportschützin Silvia Sperber mit einem Diana-Gewehr die olympische Goldmedaille im Kleinkaliber Dreistellungskampf.
Das Unternehmen Hauraton produziert Entwässerungsrinnen aus Beton und Kunststoff, die vornehmlich im Tiefbau eingesetzt werden. Der Hauptsitz befindet sich in Rastatt, die hauptsächliche Produktion findet im nahen Ötigheim statt.
Die ortsansässige Brauerei C. Franz, die seit 1842 besteht, gehört zur Pforzheimer Scheidtweiler-Gruppe.
Zwischen 1913 und 1989 betrieb die Rastatter Firma Fahlbusch, eine Tochter der Norddeutschen Affinerie, eine Sekundärmetallhütte im Stadtteil Beinle, in der Metallabfälle wiederaufbereitet wurden. Hierzu betrieb das Unternehmen Schmelzöfen und eine Elektrolyseanlage. Nach der Schließung des Betriebes 1989 wurde eine Belastung des Grundwassers mit Schwermetallen und eine Kontamination der Luft mit dioxinhaltigen Stäuben festgestellt. Der Spiegel berichtete in Bezug auf Dioxinkonzentrationen von bis zu 5,85 Picogramm pro Kubikmeter Außenluft von einem „Dioxin-Weltrekord“. Im Zuge der Altlast-Sanierung des Fahlbusch-Geländes und des angrenzenden Betriebsgeländes der Fahlbusch-Tochter Französisch-Saarländische Metallhütte (FRASA) mussten die Betriebsgebäude rückgebaut, der Boden einige Meter tief ausgehoben und eine Barriere gegenüber dem Grundwasser eingebracht werden. Angrenzende Wohngebäude und Gärten mussten ebenfalls dekontaminiert werden. Insbesondere wurden Dachstühle mit speziellen Industriestaubsaugern gereinigt und Gärten bis zu 50 cm tief abgetragen. Die Kosten für die Sanierung, für die das Land Baden-Württemberg aufkam, beliefen sich auf 36,5 Millionen Euro. Das ehemalige Fabrikgelände, das durch die Strecke der Murgtalbahn in zwei Teile getrennt wird, ist heute versiegelt und wird teilweise von einer Photovoltaikanlage bedeckt.

### Verkehr

#### Straßenverkehr

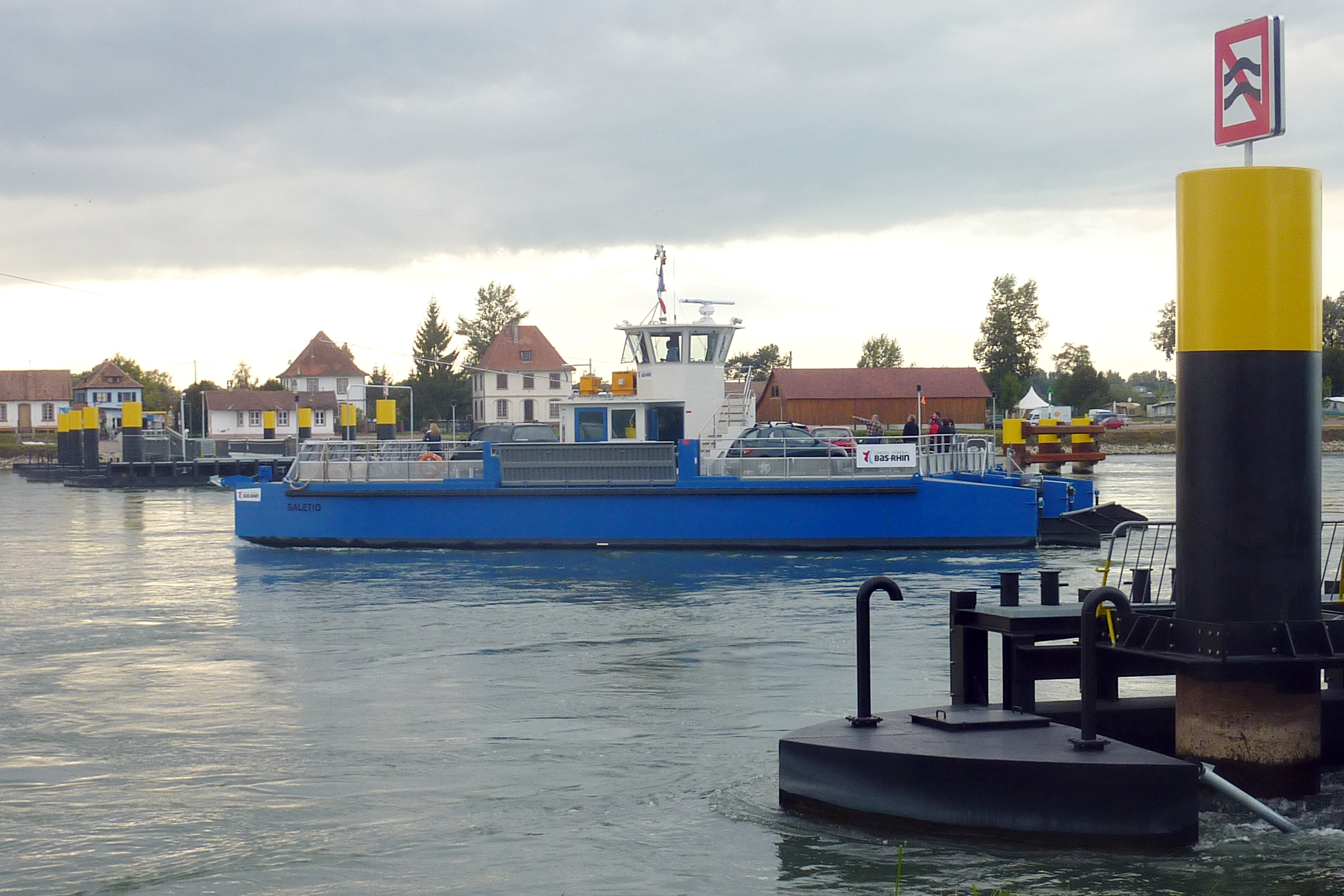
Rheinfähre Plittersdorf

Rastatt hat zwei direkte Anschlüsse an die Bundesautobahn 5 Basel–Karlsruhe. Ferner führen die Bundesstraßen 3 und 36 durch die Stadt.
Die Rheinbrücke Wintersdorf ist nach dem nahe gelegenen Rastatter Stadtteil benannt, liegt jedoch auf dem Gebiet von Iffezheim. Über diese heute für Kraftfahrzeuge bis 7,5 t, Fußgänger und Radfahrer benutzbare alte Eisenbahnbrücke besteht eine Anbindung an den französischen Ort Beinheim.

#### Schienen- und Busverkehr
Der Bahnhof Rastatt ist ein Knotenbahnhof an den Bahnstrecken Mannheim–Basel, Mannheim–Rastatt, Rastatt–Freudenstadt und Wintersdorf–Rastatt. Der Bahnhof wird von der RE-Linie Karlsruhe–Rastatt–Offenburg–Konstanz (Schwarzwaldbahn) und der RE-Linie Karlsruhe-Rastatt-Offenburg-Basel bedient. Zudem verkehren zahlreiche Regionalbahn-Linien und Stadtbahnen der Stadtbahn Karlsruhe und verbinden Rastatt mit der Region. Zudem ist Rastatt der Startpunkt der Murgtalbahn nach Freudenstadt im Schwarzwald. Außerdem ist der Bahnhof Durchgangspunkt des wichtigsten transeuropäischen Eisenbahn-Verkehrskorridors Rheintalstrecke mit bis zu 200 Güterzügen pro Tag und Richtung.
Den Durchgangsverkehr auf der Rheintalstrecke soll zukünftig der 4270 Meter lange Tunnel Rastatt aufnehmen. Der Anstich zum Bau der zwei Röhren erfolgte im Jahr 2016. Am 12. August 2017 senkte sich das Gleisbett über dem bereits fertiggestellten östlichen Tunnel, was zu einer mehrwöchigen Streckensperrung führte. Die nach dem Einsturz erforderlichen Folgearbeiten verzögern die eigentlich für 2022 geplante Fertigstellung um mehrere Jahre auf voraussichtlich 2026.
Bestandteil des öffentlichen Personennahverkehr (ÖPNV) sind darüber hinaus mehrere Buslinien, in einem für eine Stadt dieser Größe sehr dünnen Takt, die das Stadtgebiet und das Umland erschließen. Außerhalb der Betriebszeiten gibt es ein Anrufsammeltaxi.

#### Radverkehr
Durch Alltagsrouten aus dem Radnetz Baden-Württemberg ist Rastatt
- über Ötigheim, Bietigheim, Durmersheim und Rheinstetten mit Karlsruhe,
- über Muggensturm und Malsch mit Ettlingen,
- über Kuppenheim mit Gaggenau und Gernsbach,
- über den Baden-Badener Stadtteil Oos mit der Baden-Badener Innenstadt und mit Bühl und
- über den Stadtteil Plittersdorf mittels Fähre Richtung Seltz verbunden.

Durch Rastatt verlaufen die folgenden Landes-Radfernwege: 
- Der baden-württembergische Rheinradweg von Konstanz bis Mannheim ist Teil der rechtsrheinischen Variante des Rheinradwegs, der von der Quelle des Rheins am Oberalppass im Schweizer Kanton Graubünden bis zur Mündung bei Rotterdam führt. Er verläuft beim Stadtteil  Wintersdorf durch den Auenwald und an deren Rand nach Plittersdorf und quert bei Steinmauern die Murg. Der Radfernweg ist als Eurovelo-Route 15 (Rheinradweg)[44] und als D-Route 8 (Rhein-Route)[45] ausgewiesen.
- Der Badische Weinradweg[46] führt von Grenzach-Wyhlen am Hochrhein nach Laudenbach im Rhein-Neckar-Kreis, dabei werden sieben der neun badischen Weinanbaugebiete untereinander verbunden. Zwischen Kuppenheim und Muggensturm verläuft er über den Stadtteil Rauental.

Rastatt ist Mitglied der AGFK (Arbeitsgemeinschaft Fahrrad- und Fußverkehrsfreundlicher Kommunen) in Baden-Württemberg.

#### Schiffsverkehr
Im Stadtteil Plittersdorf gibt es am Rhein eine Schiffsanlegestelle. Ebenfalls von diesem Ufer führt die Rheinfähre Plittersdorf–Seltz über den Rhein zu der französischen Kleinstadt Seltz. Seit 27. August 2005 war die Fähre aufgrund eines Schiffsunfalls außer Betrieb. Die Wiederindienststellung fand am 11. September 2010 statt.

#### Luftverkehr
Etwa 1,5 km nördlich des Zentrums befindet sich das Segelfluggelände Rastatt.

### Medien
Der Zeitschriftenverlag Pabel-Moewig, der unter anderem Serien wie Perry Rhodan, die Frauenzeitschrift Freizeitwoche und die Erotikzeitschrift Coupé publiziert, früher auch Comic-Serien wie Fix und Foxi, hatte seinen Sitz in Rastatt. Mitte 2020 gab der Mutterkonzern Bauer Media Group bekannt, die Druckerei in Rastatt bis Ende Oktober 2020 zu schließen.
In Rastatt erscheinen als Tageszeitungen eine Lokalausgabe der in Karlsruhe ansässigen Badischen Neuesten Nachrichten (BNN) und eine Lokalausgabe des in Baden-Baden erscheinenden Badischen Tagblatts (BT). Wöchentlich kommen die Anzeigenblätter WO und WO am Sonntag aus dem Verlag des Badischen Tagblatts.
Bis Ende 2022 erschien jeden Donnerstag zudem das Wochenmagazin RAZ – Rastatt A–Z von Nussbaum Medien. Seit April 2023 erscheint zum letzten Wochenende eines Monats das Magazin Der RASTATTER von GGVMS GmbH (GOETZKE+GOETZKE VerlagMedienService) als Teilausgabe der Monatsmagazine für Mittelbaden.

### Film und Fernsehen
Aufgrund des nahe gelegenen Südwestrundfunks in Baden-Baden wird Rastatt oft als Kulisse für SWR-Filmproduktionen genutzt. So werden Elemente der Fernsehfilmreihe Tatort in Rastatt gedreht. Bereits mehrfach wurden beispielsweise das am südlichen Ortsausgang gelegene Münchfeldstadion, die Rheinbrücke bei Rastatt-Wintersdorf, die Waggonfabrik Rastatt und das Kreiskrankenhaus Rastatt als Film-Kulisse genutzt.
Außerdem zeichnete das ZDF von 1994 bis 2008 jährlich das SWR3-New Pop Festival im Mercedes-Benz-Werk in Rastatt auf.

### Gerichte, Behörden und Einrichtungen

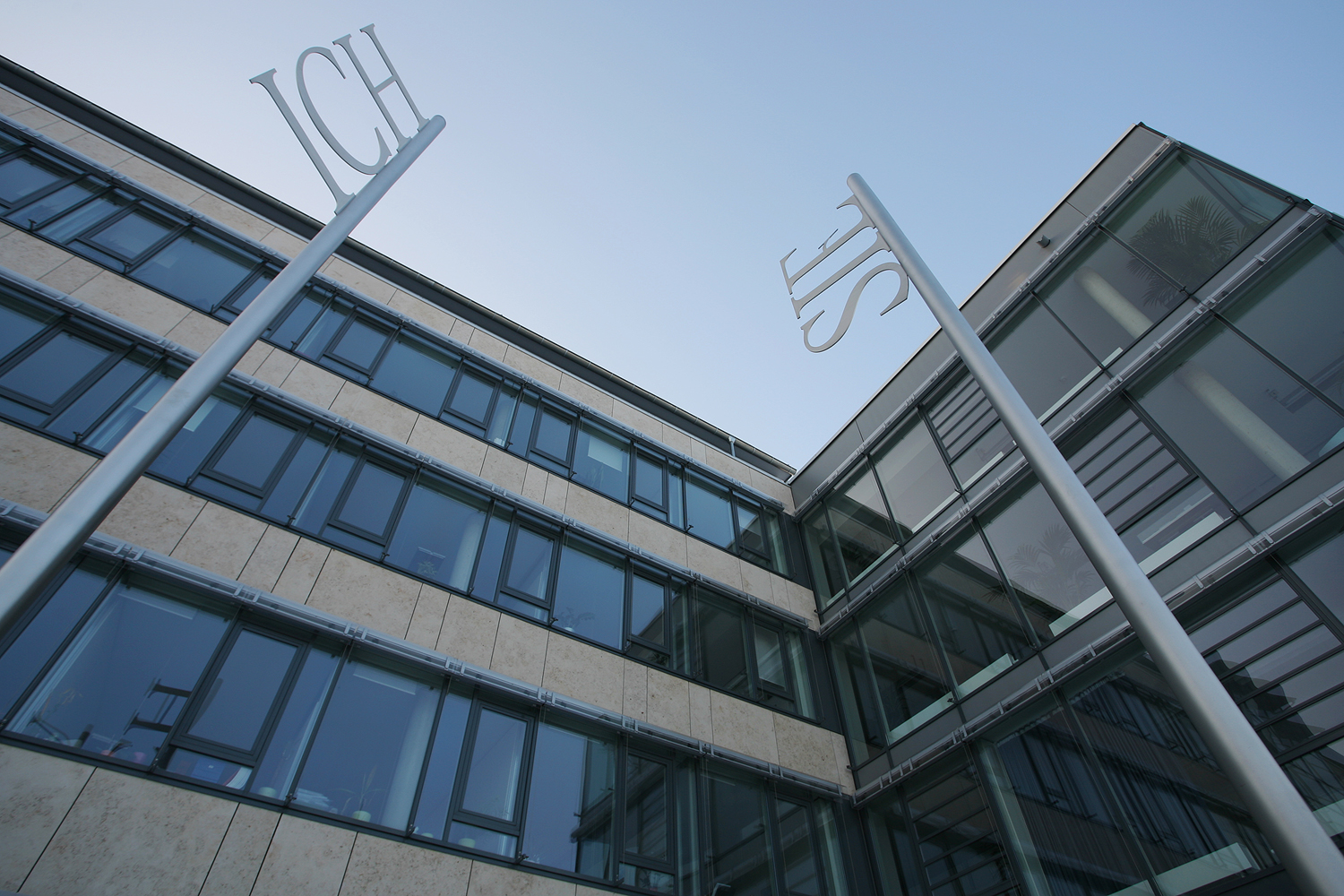
Das neue Landratsamt am Schlossplatz

Rastatt ist Sitz des Landratsamts Rastatt. Ferner hat die Stadt ein Amtsgericht, das zum Landgerichtsbezirk Baden-Baden gehört, ein Finanzamt und eine Agentur für Arbeit. Die Stadt ist Sitz des Dekanats Murgtal des Erzbistums Freiburg. Das europäische WWF-Auen-Institut des Karlsruher Instituts für Technologie (KIT) hat seinen Sitz in Rastatt. Im Zentrum des Stadtgebiets liegt das traditionsreiche Kreiskrankenhaus Rastatt, ein Tochterunternehmen des Klinikum Mittelbaden gGmbH. Träger des Klinikums Mittelbaden sind der Landkreis Rastatt und der Stadtkreis Baden-Baden. Als Hauptabteilungen des Kreiskrankenhauses Rastatt werden die Abteilungen für Chirurgie, für Innere Medizin, Gynäkologie und für Anästhesie und Intensivmedizin sowie das Institut für Radiologie und Nuklearmedizin geführt. Zudem verfügt das Haus über einen Linksherzkatheter-Messplatz, und eine Zentrale Notaufnahme. Die Apotheke und das medizinische Lager versorgen zentral alle Einrichtungen des Klinikums Mittelbaden.

### Bildung
Rastatt hat zwei allgemeinbildende Gymnasien (Ludwig-Wilhelm-Gymnasium und Tulla-Gymnasium), eine Realschule (August-Renner-Realschule) und eine Förderschule (Augusta-Sibylla-Schule), ferner sechs Grundschulen (Carl-Schurz-Schule mit Montessori-Zug, Hansjakobschule, Johann-Peter-Hebel-Schule sowie je eine Grundschule in den Stadtteilen Ottersdorf, Plittersdorf und Rauental) und vier Grund- und Hauptschulen mit Werkrealschule bzw. Hauptschulen mit Werkrealschule (Gustav-Heinemann-Schule, Karlschule, Grund- und Hauptschule mit Werkrealschule Niederbühl und Hauptschule mit Werkrealschule im Ried Wintersdorf). Eine weitere Hauptschule mit Werkrealschule, die Max-Jäger-Schule, wurde 2009 wegen sinkender Schülerzahlen geschlossen.
Weiterhin ist der Landkreis Rastatt Träger der drei Beruflichen Schulen (Anne-Frank-Schule – Hauswirtschaftliche Schule, Josef-Durler-Schule – Gewerbeschule Rastatt und Handelslehranstalt Rastatt), an denen auch jeweils ein Berufliches Gymnasium (Fachgymnasium) für Ernährungswissenschaft, Biotechnologie und Sozialwissenschaft, Technik, bzw. Wirtschaft ansässig ist, sowie der Pestalozzi-Schule für geistig Behinderte.
Die Privatschulen Abendgymnasium Rastatt, Abendrealschule Landkreis Rastatt, Freie Waldorfschule Rastatt und Salomo-Schule als Bekenntnisschule der Siebenten-Tags-Adventisten runden das schulische Angebot in Rastatt ab.
Das Bildungshaus St. Bernhard des Erzbistums Freiburg, ein ehemaliges Knaben- und Gymnasialkonvikt, steht heute für Bildungsmaßnahmen, Exerzitien, Besinnungstage, Seminare, Tagungen und Freizeiten zur Verfügung.
Die Historische Bibliothek der Stadt Rastatt besteht seit dem 18. Jahrhundert.

### Trinkwasserversorgung und Abwasserentsorgung
Die Gewinnung, Aufbereitung und Verteilung des Trinkwassers wird von den Stadtwerken Rastatt übernommen. Das Trinkwasser für Rastatt stammt ausschließlich aus Grundwasser. Es wird in den Wasserwerken Ottersdorf und Rauental aufbereitet. In Rauental erfolgt eine Filterung über Aktivkohle, um Spuren von PFC herauszufiltern. Im Jahr 2016 verbrauchte ein Einwohner Rastatts durchschnittlich 122 Liter Trinkwasser am Tag, was leicht über dem baden-württembergischen Landesdurchschnitt von 119 Litern lag.
Mit einer Gesamthärte von 10,1 °dH fällt das Wasser in den Härtebereich „mittel“. Der Brutto-Verbrauchspreis liegt bei 2,08 Euro je Kubikmeter.
Die Ableitung und Reinigung des anfallenden Abwassers fällt in den Zuständigkeitsbereich des Abwasserverbands Murg. 99,7 % der Stadtbewohner waren 2016 an die Kanalisation angeschlossen. Sie hat im Ortsgebiet eine Länge von 256 Kilometern (davon 119 Kilometer im Mischsystem). Das Abwasser wird im Gruppenklärwerk Rastatt  gereinigt. Die Anlage hat eine Ausbaugröße von 140.000 Einwohnerwerten und behandelt jährlich etwa 7,5 Mio. m³ Abwasser im Belebtschlammverfahren. Das gereinigte Wasser wird in die Murg eingeleitet. Der anfallende Klärschlamm wird über einen Zeitraum von 20 Tagen verfault, anschließend über Zentrifugen entwässert und verbrannt. Das bei der Faulung entstehende Klärgas wird zur Strom- und Wärmeerzeugung verwendet. So kann die Anlage inzwischen 50 % ihres Energiebedarfs selbst decken.

## Persönlichkeiten

### Ehrenbürger
Die Stadt Rastatt verzeichnet 30 Ehrenbürger seit dem Jahr 1810. Drei Persönlichkeiten tragen die Ehrenbürgerwürde derzeit:
- Axel Ullrich (Ernennung 2001), Biochemiker, in Rastatt aufgewachsen
- Gunter Kaufmann (Ernennung 2019), Politiker
- Anselm Kiefer (Ernennung 2023), Maler und Bildhauer

### Söhne und Töchter der Stadt
- Hermann Fortunat von Baden (1595–1665), Markgraf von Baden
- Karl Wilhelm Eugen (1627–1666), Markgraf von Baden-Rodemachern und Domherr in Köln
- August Georg Simpert (1706–1771), Markgraf von Baden-Baden
- Joseph Anton Oegg (1762–1817), Historiker und Archivar
- Karl Peter von Theobald (1769–1837), bayerischer Generalleutnant
- Joseph Frank (1771–1842), Mediziner, Hochschullehrer und Klinikdirektor in Wien, Sohn von Johann Peter Frank
- Joseph von Theobald (1772–1837), württembergischer Generalquartiermeister und Autor
- Anton Brückner (1776–1836), badischer Generalmajor
- Karl Philipp Bonafont (1778–1848), Schriftsteller
- Josef Jakob Dambacher (1794–1868), Archivrat und Gymnasialprofessor, Hebel-Illustrator
- Ludwig von Theobald (1795–1856), badischer Oberamtmann
- Georg Heinrich Krieg von Hochfelden (1798–1860), badischer Generalmajor
- Guido Schreiber (1799–1871), Mathematiker
- Wilhelm Ludwig Volz (1799–1855), badischer Offizier und Hochschullehrer
- Franz Meyer (1799–1871), Bankier
- Gustav Jägerschmidt (1814–1889), Jurist, badischer Oberamtmann
- Anton Walli (1816–1898), Jurist, badischer Landtagsabgeordneter
- Wilhelm Le Beau (1820–1896), preußischer Generalmajor
- Otto von Gemmingen (1823–1890), Feldmarschall-Leutnant
- Johann Gruber (1833–1909), badischer Oberamtmann
- Adolf Weinbrenner (1836–1921), Architekt
- Ferdinand Sander (1840–1920), Reichstagsabgeordneter, Fabrikant und Ehrenbürger von Lahr
- Hermann Baumüller (1843–1899), badischer Oberamtmann
- Robert Benckiser (1845–1908), Jurist und Politiker
- Ludwig Dürr (1852–1934), Reichsgerichtsrat
- Luise Adolpha Le Beau (1850–1927), Pianistin und Komponistin
- Gustav Ampt (1853–1942), Eisenbahningenieur in Australien
- Karl Dürr (1854–1919), preußischer General der Infanterie
- Carl Müller-Rastatt (1861–1931), Schriftsteller und Redakteur
- Victor von Eckhardt (1864–1946), Landschafts- und Kriegsmaler
- Else Wislicenus (1866–1948), Kunststickerin
- Wernher von Rotberg (1870–1949), Jurist und Verwaltungsbeamter
- Alfred Hanemann (1872–1957), Jurist und Politiker (DNVP), Landtags- und Reichstagsabgeordneter
- Karl Kühlenthal (1872–1969), Konteradmiral der Reichsmarine
- Karl Bauer (1874–1939), reformierter Theologe und Kirchenhistoriker
- Georg Roedenbeck (1879–nach 1944), Kapitän zur See der Kriegsmarine und Hauptbannführer der HJ
- Alfred von Wegerer (1880–1945), Major und Historiker
- Max Jäger (1886–1955), Verwaltungsbeamter und Politiker (CDU)
- Gustav Freiherr von Liebenstein (1891–1967), Kapitän zur See der Reserve der Kriegsmarine und Industrieller
- Erich Pohl (1894–1948), Fußball-Nationalspieler
- Pius Uhrig (1896–1973), Landwirt und Politiker (KPD), 1945 bis 1947 Landrat in Rastatt
- Bodo Uhse (1904–1963), Schriftsteller
- Ernst Frietsch (1905–2001), Maschinenbauer und Professor
- Wilhelm Specht (1907–1985), Mathematiker und Hochschullehrer
- Walter Nehb (1908–1966), Sprinter
- Karl Geiges (1909–1988), Widerstandskämpfer, kommissarischer Bürgermeister
- Rudolf Katzenberger (1912–1999), Koch, Gründer des Rastatter Kreises, Ehrenbürger der Stadt
- Hanskarl Englert (1913–1995), Tierarzt und Hochschullehrer
- Oliver Hassencamp (1921–1988), Kabarettist, Schauspieler und Autor
- Theo Mayer-Kuckuk (1927–2014), Physiker
- Hans Försching (1930–2016), Ingenieur, Professor für Aeroelastik
- Dorothea Liebermann-Meffert (1930–2020), Chirurgin
- Rüdiger Hurrle (* 1936), Unternehmer und Kunstsammler
- Dietrich Simon (1936–2023), Jurist und Hochschullehrer
- Heinz Goll (* 1938), Politiker (SPD), Landtagsabgeordneter
- Hans-Joachim Bode (* 1942), Biologe
- Gunter Kaufmann (* 1944), Politiker (SPD), Landtagsabgeordneter
- Max Müller (1945–2021), Handballspieler
- Ricky King (* 1946), Musiker
- Roland Schenkel (* 1947), Atomphysiker und Generaldirektor der Forschungsstelle der Europäischen Union
- Johannes Werner (* 1947), Pädagoge und Publizist
- Michael Stahl (* 1948), Althistoriker
- Ernst Kopp (* 1954), Politiker (SPD)
- Bernd Kölmel (* 1958), Politiker und MdEP (LKR)
- Thomas Marwein (* 1958), Politiker und Abgeordneter im Landtag Baden-Württemberg (Bündnis 90/Die Grünen)
- Beate Renschler-Zeitz (* 1958), Turnerin
- Peter Reiter (* 1959), Komponist, Jazzmusiker
- Rainer Wolter (* 1959), Koch, Gründungspräsident der Jeunes Restaurateurs d’Europe
- Bernd Mutschler (* 1961), Jurist, Richter am Bundessozialgericht
- Christiane Rösinger (* 1961), Musikerin, Autorin und Journalistin
- Christian Luft (* 1962), politischer Beamter, Staatssekretär im Bundesministerium für Bildung und Forschung
- Joachim Schuster (* 1962), Politikwissenschaftler und Politiker (SPD), Mitglied des Europäischen Parlaments
- Günter Walz (* 1962), Fußballspieler
- Jürgen Hörig (* 1965), Fernsehmoderator
- Peter Sester (* 1967), Rechts- und Wirtschaftswissenschafter
- Klaudia Stoll (* 1968), Künstlerin, Duo Stoll & Wachall
- Christian Seifert (* 1969), Manager und Sportfunktionär
- Karlheinz Schmitt (* 1970), Schauspieler
- Philipp Laux (* 1973), Fußballspieler
- Alexander Kühn (* 1975), Wirtschaftsjournalist
- Steffen Wurzel (* 1979), Hörfunkjournalist
- Ingo Bott (* 1983), Strafverteidiger und Schriftsteller
- Daniel Schlager (* 1989), Fußballschiedsrichter
- Sebastian Späth (* 1991), Journalist und Künstler
- Frank Düpree (* 1991), Pianist, Dirigent, Schlagzeuger und Komponist, Musikbotschafter der Stadt Rastatt
- Nico Rieble (* 1995), Fußballspieler
- Janis Hanek (* 1999), Fußballspieler
- Tim Kircher (* 1999), Fußballspieler

### Weitere Persönlichkeiten
- Ludwig Wilhelm von Baden (Türkenlouis, 1655–1707), Markgraf von Baden, starb in Rastatt
- Johann Caspar Ferdinand Fischer (1656–1746), Komponist und Musiker
- Franz Karl Grieshaber (1798–1866), Germanist und Handschriftensammler (Lehrer am Lyzeum in Rastatt)
- Gustav Tiedemann (1808–1849), letzter Gouverneur der Bundesfestung Rastatt während der Badischen Revolution, im August 1849 in Rastatt füsiliert
- Lucian Reich der Jüngere (1817–1900), Maler und Schriftsteller sowie Zeichenlehrer am Lyzeum in Rastatt
- Carl Schurz (1829–1906), Freiheitskämpfer (mit der Badisch-Pfälzischen Revolutionsarmee in Rastatt von den Preußen belagert), Innenminister der USA
- Alfred Huber (1910–1986), Fußball-Nationalspieler, lebte in Rastatt
- Frank Elstner (* 1942), TV-Moderator (besuchte das Ludwig-Wilhelm-Gymnasium in Rastatt)
- Axel Ullrich (* 1943), Biochemiker (absolvierte das Ludwig-Wilhelm-Gymnasium und ist seit dem 12. Dezember 2001 Ehrenbürger von Rastatt)[59]
- Anselm Kiefer (* 1945), Maler und Bildhauer, verbrachte seine Schulzeit in Rastatt, Friedenspreis des deutschen Buchhandels 2008
- Ralf (* 1967) und Olga Müller (* 1972), mehrfache Tanz-Weltmeister in den lateinamerikanischen Tänzen
- Jens Knossalla (* 1986), Entertainer und Streamer
- Alex Mizurov (* 1988), Profi-Skateboarder
- Dennis Kohlruss (* 1988), stärkster Mann Deutschlands

## Film
- Bilderbuch Deutschland: Am Oberrhein bei Rastatt. Dokumentarfilm, 45 Min., ein Film von Christina Brecht-Benze, Produktion: SWR, Erstausstrahlung: 17. Dezember 2006.